# Lista de asteroides (446001-447000)
Esta é uma lista parcial de asteroides, do asteroide número 446001 até o 447000, inclusive. Veja também o índice com todas as listas disponíveis.

| Objeto Próximos à Terra | Cinturão de asteroides (interno) | Cinturão de asteroides (externo) | Centauro       |
| Cruzador de Marte       | Cinturão de asteroides (meio)    | Troianos de Júpiter              | Transnetuniano |

Veja mais dados de cada asteroide na ligação externa para o Minor Planet Center na última coluna.
Índice: 446001... 446101... 446201... 446301... 446401... 446501... 446601... 446701... 446801... 446901... 

## 446001–446100
| Designação | Designação | Descoberta  | Descoberta       | Descobridor(es)     | Categoria | Mais informações / Referência |
| Permanente | Provisória | Data        | Local            | Descobridor(es)     | Categoria | Mais informações / Referência |
| ---------- | ---------- | ----------- | ---------------- | ------------------- | --------- | ----------------------------- |
| 446001     | 2013 CD23  | 29 ago 2006 | Catalina         | CSS                 | —         | MPC                           |
| 446002     | 2013 CE26  | 7 jan 2013  | Kitt Peak        | Spacewatch          | —         | MPC                           |
| 446003     | 2013 CZ26  | 28 set 2003 | Kitt Peak        | Spacewatch          | —         | MPC                           |
| 446004     | 2013 CO29  | 18 jan 2013 | Mount Lemmon     | Mount Lemmon Survey | —         | MPC                           |
| 446005     | 2013 CO34  | 3 mar 2009  | Mount Lemmon     | Mount Lemmon Survey | —         | MPC                           |
| 446006     | 2013 CR34  | 6 fev 2000  | Catalina         | CSS                 | —         | MPC                           |
| 446007     | 2013 CC35  | 22 abr 2009 | Mount Lemmon     | Mount Lemmon Survey | —         | MPC                           |
| 446008     | 2013 CP37  | 6 dez 2008  | Kitt Peak        | Spacewatch          | —         | MPC                           |
| 446009     | 2013 CB39  | 20 nov 2007 | Mount Lemmon     | Mount Lemmon Survey | —         | MPC                           |
| 446010     | 2013 CB40  | 3 mar 2006  | Kitt Peak        | Spacewatch          | —         | MPC                           |
| 446011     | 2013 CJ41  | 10 out 2007 | Mount Lemmon     | Mount Lemmon Survey | —         | MPC                           |
| 446012     | 2013 CY46  | 31 out 2011 | Mount Lemmon     | Mount Lemmon Survey | —         | MPC                           |
| 446013     | 2013 CW47  | 4 abr 2005  | Catalina         | CSS                 | —         | MPC                           |
| 446014     | 2013 CN51  | 17 fev 2004 | Kitt Peak        | Spacewatch          | —         | MPC                           |
| 446015     | 2013 CS52  | 3 out 2003  | Kitt Peak        | Spacewatch          | Phocaea   | MPC                           |
| 446016     | 2013 CK53  | 29 out 2008 | Mount Lemmon     | Mount Lemmon Survey | —         | MPC                           |
| 446017     | 2013 CP53  | 3 nov 2007  | Kitt Peak        | Spacewatch          | —         | MPC                           |
| 446018     | 2013 CS53  | 7 fev 2013  | Kitt Peak        | Spacewatch          | —         | MPC                           |
| 446019     | 2013 CX53  | 17 abr 2005 | Kitt Peak        | Spacewatch          | —         | MPC                           |
| 446020     | 2013 CH56  | 1 dez 2008  | Kitt Peak        | Spacewatch          | —         | MPC                           |
| 446021     | 2013 CC57  | 17 jan 2013 | Catalina         | CSS                 | —         | MPC                           |
| 446022     | 2013 CV57  | 30 set 2003 | Kitt Peak        | Spacewatch          | —         | MPC                           |
| 446023     | 2013 CL60  | 30 dez 2008 | Mount Lemmon     | Mount Lemmon Survey | —         | MPC                           |
| 446024     | 2013 CV64  | 10 out 2007 | Mount Lemmon     | Mount Lemmon Survey | —         | MPC                           |
| 446025     | 2013 CQ65  | 2 dez 2008  | Kitt Peak        | Spacewatch          | —         | MPC                           |
| 446026     | 2013 CY68  | 5 nov 2007  | Kitt Peak        | Spacewatch          | —         | MPC                           |
| 446027     | 2013 CD73  | 5 out 2004  | Kitt Peak        | Spacewatch          | Mitidika  | MPC                           |
| 446028     | 2013 CH74  | 9 nov 2007  | Kitt Peak        | Spacewatch          | Eos       | MPC                           |
| 446029     | 2013 CQ78  | 14 out 2004 | Kitt Peak        | Spacewatch          | —         | MPC                           |
| 446030     | 2013 CR78  | 10 out 2007 | Kitt Peak        | Spacewatch          | —         | MPC                           |
| 446031     | 2013 CC81  | 12 abr 2004 | Kitt Peak        | Spacewatch          | —         | MPC                           |
| 446032     | 2013 CY83  | 10 jan 2008 | Mount Lemmon     | Mount Lemmon Survey | —         | MPC                           |
| 446033     | 2013 CU86  | 27 fev 2009 | Kitt Peak        | Spacewatch          | —         | MPC                           |
| 446034     | 2013 CA90  | 22 fev 2009 | Kitt Peak        | Spacewatch          | —         | MPC                           |
| 446035     | 2013 CV94  | 17 set 2006 | Kitt Peak        | Spacewatch          | —         | MPC                           |
| 446036     | 2013 CK95  | 19 mar 2009 | Mount Lemmon     | Mount Lemmon Survey | —         | MPC                           |
| 446037     | 2013 CN95  | 18 mar 2004 | Kitt Peak        | Spacewatch          | —         | MPC                           |
| 446038     | 2013 CZ100 | 17 jan 2013 | Mount Lemmon     | Mount Lemmon Survey | —         | MPC                           |
| 446039     | 2013 CW102 | 4 nov 2007  | Mount Lemmon     | Mount Lemmon Survey | —         | MPC                           |
| 446040     | 2013 CS103 | 22 fev 2007 | Mount Lemmon     | Mount Lemmon Survey | —         | MPC                           |
| 446041     | 2013 CH105 | 8 mar 2008  | Mount Lemmon     | Mount Lemmon Survey | —         | MPC                           |
| 446042     | 2013 CU105 | 26 set 2006 | Mount Lemmon     | Mount Lemmon Survey | —         | MPC                           |
| 446043     | 2013 CP106 | 19 jan 2004 | Kitt Peak        | Spacewatch          | —         | MPC                           |
| 446044     | 2013 CR106 | 15 jan 2009 | Kitt Peak        | Spacewatch          | Mitidika  | MPC                           |
| 446045     | 2013 CG107 | 23 ago 2004 | Kitt Peak        | Spacewatch          | —         | MPC                           |
| 446046     | 2013 CU108 | 27 ago 2006 | Kitt Peak        | Spacewatch          | —         | MPC                           |
| 446047     | 2013 CX111 | 1 mai 2006  | Kitt Peak        | Spacewatch          | —         | MPC                           |
| 446048     | 2013 CB114 | 5 nov 2007  | Kitt Peak        | Spacewatch          | —         | MPC                           |
| 446049     | 2013 CA115 | 17 mar 2004 | Kitt Peak        | Spacewatch          | —         | MPC                           |
| 446050     | 2013 CP118 | 5 dez 2008  | Kitt Peak        | Spacewatch          | —         | MPC                           |
| 446051     | 2013 CU118 | 18 out 2007 | Kitt Peak        | Spacewatch          | —         | MPC                           |
| 446052     | 2013 CL120 | 12 set 2007 | Catalina         | CSS                 | —         | MPC                           |
| 446053     | 2013 CT120 | 10 fev 2002 | Socorro          | LINEAR              | Mitidika  | MPC                           |
| 446054     | 2013 CC121 | 29 fev 2004 | Kitt Peak        | Spacewatch          | —         | MPC                           |
| 446055     | 2013 CL122 | 15 dez 2007 | Kitt Peak        | Spacewatch          | —         | MPC                           |
| 446056     | 2013 CD124 | 27 set 2011 | Mount Lemmon     | Mount Lemmon Survey | —         | MPC                           |
| 446057     | 2013 CE124 | 29 fev 2004 | Kitt Peak        | Spacewatch          | —         | MPC                           |
| 446058     | 2013 CE126 | 16 set 2009 | Kitt Peak        | Spacewatch          | —         | MPC                           |
| 446059     | 2013 CU132 | 3 fev 2009  | Kitt Peak        | Spacewatch          | —         | MPC                           |
| 446060     | 2013 CQ134 | 14 mar 2004 | Socorro          | LINEAR              | Themis    | MPC                           |
| 446061     | 2013 CP135 | 24 abr 2000 | Kitt Peak        | Spacewatch          | —         | MPC                           |
| 446062     | 2013 CU135 | 31 out 2008 | Catalina         | CSS                 | —         | MPC                           |
| 446063     | 2013 CX136 | 15 abr 2001 | Kitt Peak        | Spacewatch          | —         | MPC                           |
| 446064     | 2013 CC137 | 19 nov 2007 | Kitt Peak        | Spacewatch          | —         | MPC                           |
| 446065     | 2013 CS148 | 20 nov 2004 | Kitt Peak        | Spacewatch          | —         | MPC                           |
| 446066     | 2013 CR150 | 7 out 2005  | Kitt Peak        | Spacewatch          | —         | MPC                           |
| 446067     | 2013 CP151 | 19 out 2006 | Kitt Peak        | Spacewatch          | —         | MPC                           |
| 446068     | 2013 CQ151 | 27 ago 2006 | Kitt Peak        | Spacewatch          | —         | MPC                           |
| 446069     | 2013 CO155 | 31 dez 2007 | Kitt Peak        | Spacewatch          | —         | MPC                           |
| 446070     | 2013 CV156 | 19 set 2006 | Catalina         | CSS                 | —         | MPC                           |
| 446071     | 2013 CC159 | 14 fev 2013 | Kitt Peak        | Spacewatch          | —         | MPC                           |
| 446072     | 2013 CE159 | 11 jan 2008 | Mount Lemmon     | Mount Lemmon Survey | —         | MPC                           |
| 446073     | 2013 CC162 | 15 nov 1998 | Kitt Peak        | Spacewatch          | —         | MPC                           |
| 446074     | 2013 CV162 | 10 mar 2002 | Cima Ekar        | ADAS                | —         | MPC                           |
| 446075     | 2013 CR166 | 24 abr 2009 | Mount Lemmon     | Mount Lemmon Survey | —         | MPC                           |
| 446076     | 2013 CD168 | 2 nov 2011  | Mount Lemmon     | Mount Lemmon Survey | —         | MPC                           |
| 446077     | 2013 CE169 | 17 nov 2004 | Campo Imperatore | CINEOS              | —         | MPC                           |
| 446078     | 2013 CA170 | 19 fev 2009 | Kitt Peak        | Spacewatch          | —         | MPC                           |
| 446079     | 2013 CV170 | 8 abr 2008  | Mount Lemmon     | Mount Lemmon Survey | —         | MPC                           |
| 446080     | 2013 CV171 | 2 out 2006  | Mount Lemmon     | Mount Lemmon Survey | —         | MPC                           |
| 446081     | 2013 CW172 | 8 fev 2013  | XuYi             | PMO NEO             | —         | MPC                           |
| 446082     | 2013 CQ174 | 14 set 2006 | Kitt Peak        | Spacewatch          | Eos       | MPC                           |
| 446083     | 2013 CT177 | 29 dez 2003 | Kitt Peak        | Spacewatch          | —         | MPC                           |
| 446084     | 2013 CX178 | 20 out 2007 | Mount Lemmon     | Mount Lemmon Survey | —         | MPC                           |
| 446085     | 2013 CW179 | 1 dez 2008  | Mount Lemmon     | Mount Lemmon Survey | —         | MPC                           |
| 446086     | 2013 CZ179 | 14 dez 2004 | Kitt Peak        | Spacewatch          | —         | MPC                           |
| 446087     | 2013 CN183 | 3 nov 2005  | Mount Lemmon     | Mount Lemmon Survey | —         | MPC                           |
| 446088     | 2013 CK185 | 15 set 2007 | Mount Lemmon     | Mount Lemmon Survey | —         | MPC                           |
| 446089     | 2013 CD186 | 10 set 2007 | Kitt Peak        | Spacewatch          | —         | MPC                           |
| 446090     | 2013 CF186 | 2 out 2003  | Kitt Peak        | Spacewatch          | —         | MPC                           |
| 446091     | 2013 CV186 | 23 set 2006 | Kitt Peak        | Spacewatch          | —         | MPC                           |
| 446092     | 2013 CE187 | 16 abr 2005 | Kitt Peak        | Spacewatch          | —         | MPC                           |
| 446093     | 2013 CX188 | 10 out 2007 | Mount Lemmon     | Mount Lemmon Survey | —         | MPC                           |
| 446094     | 2013 CN190 | 25 mai 2006 | Mount Lemmon     | Mount Lemmon Survey | —         | MPC                           |
| 446095     | 2013 CR190 | 16 dez 2007 | Mount Lemmon     | Mount Lemmon Survey | —         | MPC                           |
| 446096     | 2013 CC191 | 16 nov 2000 | Kitt Peak        | Spacewatch          | —         | MPC                           |
| 446097     | 2013 CW197 | 10 mar 2002 | Kitt Peak        | Spacewatch          | —         | MPC                           |
| 446098     | 2013 CO206 | 7 mai 2005  | Kitt Peak        | Spacewatch          | —         | MPC                           |
| 446099     | 2013 CP208 | 28 set 2006 | Mount Lemmon     | Mount Lemmon Survey | —         | MPC                           |
| 446100     | 2013 CN215 | 12 set 2010 | Mount Lemmon     | Mount Lemmon Survey | —         | MPC                           |

## 446101–446200
| Designação | Designação | Descoberta  | Descoberta    | Descobridor(es)     | Categoria | Mais informações / Referência |
| Permanente | Provisória | Data        | Local         | Descobridor(es)     | Categoria | Mais informações / Referência |
| ---------- | ---------- | ----------- | ------------- | ------------------- | --------- | ----------------------------- |
| 446101     | 2013 CC216 | 21 out 2011 | Kitt Peak     | Spacewatch          | —         | MPC                           |
| 446102     | 2013 DN2   | 4 dez 2007  | Kitt Peak     | Spacewatch          | —         | MPC                           |
| 446103     | 2013 DC3   | 27 jul 2009 | Catalina      | CSS                 | —         | MPC                           |
| 446104     | 2013 DF3   | 18 mar 2009 | Kitt Peak     | Spacewatch          | —         | MPC                           |
| 446105     | 2013 DN4   | 29 ago 2011 | Siding Spring | SSS                 | —         | MPC                           |
| 446106     | 2013 DQ4   | 13 fev 2004 | Kitt Peak     | Spacewatch          | —         | MPC                           |
| 446107     | 2013 DR4   | 12 jan 2008 | Kitt Peak     | Spacewatch          | —         | MPC                           |
| 446108     | 2013 DU4   | 29 mar 2000 | Kitt Peak     | Spacewatch          | —         | MPC                           |
| 446109     | 2013 DG5   | 17 jan 2013 | Mount Lemmon  | Mount Lemmon Survey | —         | MPC                           |
| 446110     | 2013 DT6   | 19 nov 2003 | Kitt Peak     | Spacewatch          | —         | MPC                           |
| 446111     | 2013 DJ11  | 28 fev 2009 | Kitt Peak     | Spacewatch          | —         | MPC                           |
| 446112     | 2013 DM13  | 31 jan 2009 | Kitt Peak     | Spacewatch          | —         | MPC                           |
| 446113     | 2013 DT15  | 15 jun 2009 | Mount Lemmon  | Mount Lemmon Survey | —         | MPC                           |
| 446114     | 2013 EK1   | 8 mar 2000  | Kitt Peak     | Spacewatch          | Phocaea   | MPC                           |
| 446115     | 2013 EZ1   | 11 fev 2002 | Socorro       | LINEAR              | Mitidika  | MPC                           |
| 446116     | 2013 EL6   | 9 nov 2007  | Kitt Peak     | Spacewatch          | —         | MPC                           |
| 446117     | 2013 ES6   | 28 out 2006 | Mount Lemmon  | Mount Lemmon Survey | —         | MPC                           |
| 446118     | 2013 ER7   | 26 fev 2008 | Mount Lemmon  | Mount Lemmon Survey | —         | MPC                           |
| 446119     | 2013 EW8   | 30 set 2005 | Mount Lemmon  | Mount Lemmon Survey | —         | MPC                           |
| 446120     | 2013 EB9   | 5 out 2002  | Kitt Peak     | Spacewatch          | —         | MPC                           |
| 446121     | 2013 EH9   | 22 jan 2013 | Mount Lemmon  | Mount Lemmon Survey | Brangane  | MPC                           |
| 446122     | 2013 EG12  | 7 fev 2008  | Kitt Peak     | Spacewatch          | —         | MPC                           |
| 446123     | 2013 EW19  | 3 out 2006  | Mount Lemmon  | Mount Lemmon Survey | —         | MPC                           |
| 446124     | 2013 EN21  | 8 mar 2008  | Kitt Peak     | Spacewatch          | —         | MPC                           |
| 446125     | 2013 EM22  | 9 mar 2002  | Kitt Peak     | Spacewatch          | —         | MPC                           |
| 446126     | 2013 EF30  | 3 mai 2002  | Kitt Peak     | Spacewatch          | —         | MPC                           |
| 446127     | 2013 EJ32  | 9 nov 2007  | Mount Lemmon  | Mount Lemmon Survey | —         | MPC                           |
| 446128     | 2013 EW32  | 21 jan 2002 | Socorro       | LINEAR              | —         | MPC                           |
| 446129     | 2013 EC33  | 16 dez 2007 | Mount Lemmon  | Mount Lemmon Survey | —         | MPC                           |
| 446130     | 2013 ES33  | 21 set 2001 | Socorro       | LINEAR              | —         | MPC                           |
| 446131     | 2013 EB35  | 11 mar 2008 | Kitt Peak     | Spacewatch          | —         | MPC                           |
| 446132     | 2013 EL47  | 10 mar 2000 | Kitt Peak     | Spacewatch          | —         | MPC                           |
| 446133     | 2013 EV48  | 27 dez 2006 | Mount Lemmon  | Mount Lemmon Survey | —         | MPC                           |
| 446134     | 2013 EF51  | 1 dez 1994  | Kitt Peak     | Spacewatch          | Brangane  | MPC                           |
| 446135     | 2013 ET55  | 14 fev 2013 | Kitt Peak     | Spacewatch          | —         | MPC                           |
| 446136     | 2013 EV60  | 17 out 2006 | Mount Lemmon  | Mount Lemmon Survey | —         | MPC                           |
| 446137     | 2013 EB65  | 6 abr 2008  | Catalina      | CSS                 | Brangane  | MPC                           |
| 446138     | 2013 EW70  | 1 fev 2008  | Kitt Peak     | Spacewatch          | —         | MPC                           |
| 446139     | 2013 EA72  | 10 jan 2008 | Mount Lemmon  | Mount Lemmon Survey | —         | MPC                           |
| 446140     | 2013 EG78  | 28 set 2006 | Kitt Peak     | Spacewatch          | —         | MPC                           |
| 446141     | 2013 EZ79  | 13 set 2004 | Kitt Peak     | Spacewatch          | —         | MPC                           |
| 446142     | 2013 EN80  | 13 abr 2008 | Mount Lemmon  | Mount Lemmon Survey | —         | MPC                           |
| 446143     | 2013 EW83  | 18 nov 2003 | Kitt Peak     | Spacewatch          | —         | MPC                           |
| 446144     | 2013 EE86  | 5 fev 2013  | Kitt Peak     | Spacewatch          | —         | MPC                           |
| 446145     | 2013 EB93  | 1 fev 2013  | Kitt Peak     | Spacewatch          | —         | MPC                           |
| 446146     | 2013 EV94  | 28 fev 2008 | Mount Lemmon  | Mount Lemmon Survey | —         | MPC                           |
| 446147     | 2013 EA95  | 19 fev 2009 | Kitt Peak     | Spacewatch          | —         | MPC                           |
| 446148     | 2013 ED97  | 30 jan 2008 | Mount Lemmon  | Mount Lemmon Survey | —         | MPC                           |
| 446149     | 2013 ED99  | 26 fev 2008 | Mount Lemmon  | Mount Lemmon Survey | —         | MPC                           |
| 446150     | 2013 EO102 | 11 mar 2013 | Kitt Peak     | Spacewatch          | —         | MPC                           |
| 446151     | 2013 EW104 | 10 mar 2008 | Kitt Peak     | Spacewatch          | —         | MPC                           |
| 446152     | 2013 EZ104 | 13 mar 2007 | Mount Lemmon  | Mount Lemmon Survey | Ursula    | MPC                           |
| 446153     | 2013 EP106 | 16 out 2006 | Catalina      | CSS                 | —         | MPC                           |
| 446154     | 2013 EB109 | 30 dez 2007 | Catalina      | CSS                 | —         | MPC                           |
| 446155     | 2013 ES110 | 19 abr 2009 | Mount Lemmon  | Mount Lemmon Survey | —         | MPC                           |
| 446156     | 2013 EZ113 | 1 nov 2005  | Mount Lemmon  | Mount Lemmon Survey | —         | MPC                           |
| 446157     | 2013 EJ114 | 28 mar 2008 | Kitt Peak     | Spacewatch          | —         | MPC                           |
| 446158     | 2013 EK115 | 4 ago 2010  | WISE          | WISE                | —         | MPC                           |
| 446159     | 2013 EA117 | 29 mar 2008 | Mount Lemmon  | Mount Lemmon Survey | —         | MPC                           |
| 446160     | 2013 EP117 | 12 out 2007 | Mount Lemmon  | Mount Lemmon Survey | —         | MPC                           |
| 446161     | 2013 EH118 | 19 mar 2004 | Socorro       | LINEAR              | —         | MPC                           |
| 446162     | 2013 EC119 | 30 set 1997 | Kitt Peak     | Spacewatch          | —         | MPC                           |
| 446163     | 2013 EE119 | 6 fev 2002  | Socorro       | LINEAR              | —         | MPC                           |
| 446164     | 2013 ED120 | 20 out 2006 | Mount Lemmon  | Mount Lemmon Survey | —         | MPC                           |
| 446165     | 2013 EF122 | 11 set 2004 | Kitt Peak     | Spacewatch          | —         | MPC                           |
| 446166     | 2013 EX122 | 5 abr 2003  | Kitt Peak     | Spacewatch          | —         | MPC                           |
| 446167     | 2013 EB123 | 21 mar 2002 | Kitt Peak     | Spacewatch          | —         | MPC                           |
| 446168     | 2013 EO123 | 13 dez 2004 | Kitt Peak     | Spacewatch          | —         | MPC                           |
| 446169     | 2013 EP124 | 4 nov 2004  | Catalina      | CSS                 | —         | MPC                           |
| 446170     | 2013 EQ124 | 30 mar 2008 | Kitt Peak     | Spacewatch          | —         | MPC                           |
| 446171     | 2013 ED125 | 14 abr 2008 | Kitt Peak     | Spacewatch          | —         | MPC                           |
| 446172     | 2013 ED126 | 8 fev 2007  | Mount Lemmon  | Mount Lemmon Survey | —         | MPC                           |
| 446173     | 2013 EC128 | 25 abr 2003 | Kitt Peak     | Spacewatch          | Brangane  | MPC                           |
| 446174     | 2013 EX133 | 30 set 2005 | Mount Lemmon  | Mount Lemmon Survey | —         | MPC                           |
| 446175     | 2013 ER143 | 24 out 2011 | Mount Lemmon  | Mount Lemmon Survey | —         | MPC                           |
| 446176     | 2013 FD2   | 7 abr 2008  | Mount Lemmon  | Mount Lemmon Survey | Brangane  | MPC                           |
| 446177     | 2013 FN2   | 13 abr 2008 | Mount Lemmon  | Mount Lemmon Survey | —         | MPC                           |
| 446178     | 2013 FC6   | 3 jul 2010  | WISE          | WISE                | —         | MPC                           |
| 446179     | 2013 FE7   | 13 fev 2008 | Mount Lemmon  | Mount Lemmon Survey | Eos       | MPC                           |
| 446180     | 2013 FS9   | 11 mar 2013 | Mount Lemmon  | Mount Lemmon Survey | —         | MPC                           |
| 446181     | 2013 FL10  | 28 jan 2007 | Kitt Peak     | Spacewatch          | —         | MPC                           |
| 446182     | 2013 FQ11  | 19 out 2006 | Kitt Peak     | Spacewatch          | —         | MPC                           |
| 446183     | 2013 FR11  | 3 out 2010  | Kitt Peak     | Spacewatch          | —         | MPC                           |
| 446184     | 2013 FZ15  | 10 mar 2007 | Mount Lemmon  | Mount Lemmon Survey | —         | MPC                           |
| 446185     | 2013 FF17  | 27 jan 2007 | Mount Lemmon  | Mount Lemmon Survey | —         | MPC                           |
| 446186     | 2013 FM17  | 26 set 2005 | Kitt Peak     | Spacewatch          | —         | MPC                           |
| 446187     | 2013 FV17  | 30 set 2006 | Mount Lemmon  | Mount Lemmon Survey | —         | MPC                           |
| 446188     | 2013 FX18  | 31 mar 2013 | Mount Lemmon  | Mount Lemmon Survey | —         | MPC                           |
| 446189     | 2013 FA20  | 27 out 2005 | Kitt Peak     | Spacewatch          | —         | MPC                           |
| 446190     | 2013 FM20  | 30 nov 2005 | Kitt Peak     | Spacewatch          | —         | MPC                           |
| 446191     | 2013 FB23  | 13 out 2006 | Kitt Peak     | Spacewatch          | —         | MPC                           |
| 446192     | 2013 FQ25  | 31 mar 2009 | Mount Lemmon  | Mount Lemmon Survey | —         | MPC                           |
| 446193     | 2013 FZ26  | 7 set 2004  | Kitt Peak     | Spacewatch          | —         | MPC                           |
| 446194     | 2013 FC27  | 27 mar 2009 | Mount Lemmon  | Mount Lemmon Survey | —         | MPC                           |
| 446195     | 2013 FJ27  | 29 dez 2011 | Mount Lemmon  | Mount Lemmon Survey | —         | MPC                           |
| 446196     | 2013 GL    | 17 abr 2005 | Kitt Peak     | Spacewatch          | —         | MPC                           |
| 446197     | 2013 GN    | 24 dez 2005 | Kitt Peak     | Spacewatch          | —         | MPC                           |
| 446198     | 2013 GS    | 29 fev 2000 | Socorro       | LINEAR              | —         | MPC                           |
| 446199     | 2013 GU1   | 26 out 2001 | Kitt Peak     | Spacewatch          | —         | MPC                           |
| 446200     | 2013 GG2   | 3 nov 2005  | Mount Lemmon  | Mount Lemmon Survey | —         | MPC                           |

## 446201–446300
| Designação | Designação | Descoberta  | Descoberta    | Descobridor(es)     | Categoria | Mais informações / Referência |
| Permanente | Provisória | Data        | Local         | Descobridor(es)     | Categoria | Mais informações / Referência |
| ---------- | ---------- | ----------- | ------------- | ------------------- | --------- | ----------------------------- |
| 446201     | 2013 GK5   | 16 dez 2007 | Mount Lemmon  | Mount Lemmon Survey | —         | MPC                           |
| 446202     | 2013 GA6   | 5 mar 2008  | Mount Lemmon  | Mount Lemmon Survey | —         | MPC                           |
| 446203     | 2013 GW9   | 27 out 2005 | Kitt Peak     | Spacewatch          | —         | MPC                           |
| 446204     | 2013 GW14  | 6 set 1996  | Kitt Peak     | Spacewatch          | —         | MPC                           |
| 446205     | 2013 GA17  | 28 abr 2004 | Kitt Peak     | Spacewatch          | Themis    | MPC                           |
| 446206     | 2013 GJ17  | 28 mai 2003 | Kitt Peak     | Spacewatch          | Brangane  | MPC                           |
| 446207     | 2013 GD24  | 7 nov 2010  | Mount Lemmon  | Mount Lemmon Survey | —         | MPC                           |
| 446208     | 2013 GE24  | 8 mar 2008  | Kitt Peak     | Spacewatch          | —         | MPC                           |
| 446209     | 2013 GH29  | 16 mar 2004 | Kitt Peak     | Spacewatch          | —         | MPC                           |
| 446210     | 2013 GF31  | 14 out 1998 | Caussols      | ODAS                | —         | MPC                           |
| 446211     | 2013 GA36  | 31 mar 2009 | Kitt Peak     | Spacewatch          | —         | MPC                           |
| 446212     | 2013 GD41  | 23 mar 2004 | Kitt Peak     | Spacewatch          | —         | MPC                           |
| 446213     | 2013 GL45  | 23 fev 2007 | Kitt Peak     | Spacewatch          | —         | MPC                           |
| 446214     | 2013 GD50  | 12 mar 2007 | Kitt Peak     | Spacewatch          | —         | MPC                           |
| 446215     | 2013 GN50  | 6 fev 1997  | Kitt Peak     | Spacewatch          | —         | MPC                           |
| 446216     | 2013 GU50  | 29 set 2011 | Mount Lemmon  | Mount Lemmon Survey | —         | MPC                           |
| 446217     | 2013 GU52  | 4 dez 2005  | Kitt Peak     | Spacewatch          | —         | MPC                           |
| 446218     | 2013 GA56  | 22 nov 2005 | Kitt Peak     | Spacewatch          | —         | MPC                           |
| 446219     | 2013 GB56  | 17 jan 2007 | Kitt Peak     | Spacewatch          | —         | MPC                           |
| 446220     | 2013 GG56  | 29 jan 2007 | Kitt Peak     | Spacewatch          | —         | MPC                           |
| 446221     | 2013 GQ58  | 12 abr 2005 | Kitt Peak     | Spacewatch          | —         | MPC                           |
| 446222     | 2013 GL60  | 28 jan 2007 | Mount Lemmon  | Mount Lemmon Survey | —         | MPC                           |
| 446223     | 2013 GJ64  | 30 nov 2005 | Mount Lemmon  | Mount Lemmon Survey | —         | MPC                           |
| 446224     | 2013 GT69  | 10 nov 1996 | Kitt Peak     | Spacewatch          | —         | MPC                           |
| 446225     | 2013 GF75  | 19 set 2006 | Kitt Peak     | Spacewatch          | —         | MPC                           |
| 446226     | 2013 GP77  | 4 out 1999  | Kitt Peak     | Spacewatch          | —         | MPC                           |
| 446227     | 2013 GM87  | 13 mar 2007 | Kitt Peak     | Spacewatch          | —         | MPC                           |
| 446228     | 2013 GW88  | 17 abr 1996 | Kitt Peak     | Spacewatch          | —         | MPC                           |
| 446229     | 2013 GH94  | 3 mai 2008  | Mount Lemmon  | Mount Lemmon Survey | —         | MPC                           |
| 446230     | 2013 GQ100 | 30 nov 2005 | Kitt Peak     | Spacewatch          | —         | MPC                           |
| 446231     | 2013 GA106 | 28 mar 2008 | Mount Lemmon  | Mount Lemmon Survey | —         | MPC                           |
| 446232     | 2013 GR106 | 19 set 2006 | Kitt Peak     | Spacewatch          | —         | MPC                           |
| 446233     | 2013 GH108 | 25 out 2005 | Kitt Peak     | Spacewatch          | Brangane  | MPC                           |
| 446234     | 2013 GG115 | 25 ago 2004 | Kitt Peak     | Spacewatch          | —         | MPC                           |
| 446235     | 2013 GQ115 | 11 nov 2010 | Catalina      | CSS                 | —         | MPC                           |
| 446236     | 2013 GG118 | 12 out 2004 | Kitt Peak     | Spacewatch          | —         | MPC                           |
| 446237     | 2013 GL118 | 27 fev 2007 | Kitt Peak     | Spacewatch          | —         | MPC                           |
| 446238     | 2013 GV121 | 19 out 2006 | Catalina      | CSS                 | —         | MPC                           |
| 446239     | 2013 GV127 | 10 set 2004 | Kitt Peak     | Spacewatch          | —         | MPC                           |
| 446240     | 2013 GO129 | 2 mai 2008  | Catalina      | CSS                 | —         | MPC                           |
| 446241     | 2013 HW4   | 13 mar 2008 | Catalina      | CSS                 | —         | MPC                           |
| 446242     | 2013 HY8   | 23 jun 2009 | Mount Lemmon  | Mount Lemmon Survey | —         | MPC                           |
| 446243     | 2013 HY9   | 25 nov 2005 | Catalina      | CSS                 | —         | MPC                           |
| 446244     | 2013 HE17  | 28 out 2010 | Kitt Peak     | Spacewatch          | —         | MPC                           |
| 446245     | 2013 HG33  | 13 dez 2006 | Kitt Peak     | Spacewatch          | —         | MPC                           |
| 446246     | 2013 HT35  | 1 out 2003  | Kitt Peak     | Spacewatch          | —         | MPC                           |
| 446247     | 2013 HS42  | 3 nov 2010  | Mount Lemmon  | Mount Lemmon Survey | —         | MPC                           |
| 446248     | 2013 HW48  | 23 fev 2007 | Mount Lemmon  | Mount Lemmon Survey | —         | MPC                           |
| 446249     | 2013 HG55  | 11 out 2004 | Kitt Peak     | Spacewatch          | —         | MPC                           |
| 446250     | 2013 HU57  | 25 out 2005 | Mount Lemmon  | Mount Lemmon Survey | Brangane  | MPC                           |
| 446251     | 2013 HX58  | 4 set 2010  | Kitt Peak     | Spacewatch          | —         | MPC                           |
| 446252     | 2013 HP69  | 12 mar 2007 | Mount Lemmon  | Mount Lemmon Survey | —         | MPC                           |
| 446253     | 2013 HM70  | 15 set 2009 | Kitt Peak     | Spacewatch          | —         | MPC                           |
| 446254     | 2013 HY70  | 24 abr 2008 | Kitt Peak     | Spacewatch          | —         | MPC                           |
| 446255     | 2013 HB80  | 17 set 2006 | Kitt Peak     | Spacewatch          | —         | MPC                           |
| 446256     | 2013 HA87  | 10 jan 2008 | Kitt Peak     | Spacewatch          | —         | MPC                           |
| 446257     | 2013 HL97  | 28 mai 2008 | Mount Lemmon  | Mount Lemmon Survey | —         | MPC                           |
| 446258     | 2013 HO97  | 5 out 2004  | Kitt Peak     | Spacewatch          | —         | MPC                           |
| 446259     | 2013 HE103 | 11 nov 2005 | Kitt Peak     | Spacewatch          | —         | MPC                           |
| 446260     | 2013 HS109 | 24 out 2005 | Kitt Peak     | Spacewatch          | —         | MPC                           |
| 446261     | 2013 HU144 | 2 mar 2000  | Kitt Peak     | Spacewatch          | —         | MPC                           |
| 446262     | 2013 JU10  | 21 nov 1998 | Kitt Peak     | Spacewatch          | —         | MPC                           |
| 446263     | 2013 JC33  | 30 out 2006 | Mount Lemmon  | Mount Lemmon Survey | —         | MPC                           |
| 446264     | 2013 JK50  | 16 set 2009 | Mount Lemmon  | Mount Lemmon Survey | —         | MPC                           |
| 446265     | 2013 JQ58  | 3 nov 2011  | Kitt Peak     | Spacewatch          | —         | MPC                           |
| 446266     | 2013 KV    | 1 dez 2005  | Kitt Peak     | Spacewatch          | —         | MPC                           |
| 446267     | 2013 KD14  | 8 dez 2010  | Kitt Peak     | Spacewatch          | —         | MPC                           |
| 446268     | 2013 LD32  | 12 mar 2007 | Kitt Peak     | Spacewatch          | —         | MPC                           |
| 446269     | 2013 ST20  | 17 nov 2008 | Catalina      | CSS                 | —         | MPC                           |
| 446270     | 2013 YM123 | 26 fev 2011 | Kitt Peak     | Spacewatch          | —         | MPC                           |
| 446271     | 2014 AP46  | 6 dez 2010  | Catalina      | CSS                 | —         | MPC                           |
| 446272     | 2014 BA6   | 22 fev 2011 | Kitt Peak     | Spacewatch          | —         | MPC                           |
| 446273     | 2014 BM6   | 21 fev 2007 | Kitt Peak     | Spacewatch          | —         | MPC                           |
| 446274     | 2014 BM22  | 25 fev 2007 | Mount Lemmon  | Mount Lemmon Survey | —         | MPC                           |
| 446275     | 2014 BP24  | 9 out 2005  | Kitt Peak     | Spacewatch          | —         | MPC                           |
| 446276     | 2014 CC3   | 23 mar 2006 | Catalina      | CSS                 | —         | MPC                           |
| 446277     | 2014 CW13  | 31 jan 2006 | Anderson Mesa | LONEOS              | Juno      | MPC                           |
| 446278     | 2014 DT2   | 8 out 2007  | Catalina      | CSS                 | —         | MPC                           |
| 446279     | 2014 DZ15  | 13 mar 2010 | Catalina      | CSS                 | —         | MPC                           |
| 446280     | 2014 DM21  | 25 mar 2006 | Kitt Peak     | Spacewatch          | —         | MPC                           |
| 446281     | 2014 DH33  | 29 mar 2004 | Kitt Peak     | Spacewatch          | —         | MPC                           |
| 446282     | 2014 DW33  | 28 mai 2008 | Mount Lemmon  | Mount Lemmon Survey | —         | MPC                           |
| 446283     | 2014 DB35  | 28 jan 2007 | Mount Lemmon  | Mount Lemmon Survey | —         | MPC                           |
| 446284     | 2014 DU38  | 25 fev 2007 | Mount Lemmon  | Mount Lemmon Survey | —         | MPC                           |
| 446285     | 2014 DU41  | 2 abr 2006  | Kitt Peak     | Spacewatch          | —         | MPC                           |
| 446286     | 2014 DK57  | 29 set 2008 | Kitt Peak     | Spacewatch          | —         | MPC                           |
| 446287     | 2014 DF59  | 27 mar 2011 | Kitt Peak     | Spacewatch          | —         | MPC                           |
| 446288     | 2014 DW68  | 19 abr 1998 | Kitt Peak     | Spacewatch          | —         | MPC                           |
| 446289     | 2014 DT70  | 22 mar 2004 | Socorro       | LINEAR              | —         | MPC                           |
| 446290     | 2014 DJ72  | 20 dez 2009 | Kitt Peak     | Spacewatch          | —         | MPC                           |
| 446291     | 2014 DN100 | 9 mar 2003  | Kitt Peak     | Spacewatch          | —         | MPC                           |
| 446292     | 2014 DK106 | 9 abr 2006  | Kitt Peak     | Spacewatch          | —         | MPC                           |
| 446293     | 2014 DJ108 | 21 mar 2010 | Kitt Peak     | Spacewatch          | —         | MPC                           |
| 446294     | 2014 DG109 | 26 out 2008 | Kitt Peak     | Spacewatch          | —         | MPC                           |
| 446295     | 2014 DC111 | 2 jan 2009  | Mount Lemmon  | Mount Lemmon Survey | —         | MPC                           |
| 446296     | 2014 DC121 | 18 abr 2007 | Kitt Peak     | Spacewatch          | —         | MPC                           |
| 446297     | 2014 DE121 | 5 abr 2000  | Anderson Mesa | LONEOS              | —         | MPC                           |
| 446298     | 2014 DU139 | 14 fev 2010 | Mount Lemmon  | Mount Lemmon Survey | Phocaea   | MPC                           |
| 446299     | 2014 EH4   | 26 mai 2009 | Mount Lemmon  | Mount Lemmon Survey | —         | MPC                           |
| 446300     | 2014 EE7   | 16 mar 2007 | Kitt Peak     | Spacewatch          | —         | MPC                           |

## 446301–446400
| Designação | Designação | Descoberta  | Descoberta    | Descobridor(es)     | Categoria | Mais informações / Referência |
| Permanente | Provisória | Data        | Local         | Descobridor(es)     | Categoria | Mais informações / Referência |
| ---------- | ---------- | ----------- | ------------- | ------------------- | --------- | ----------------------------- |
| 446301     | 2014 ED8   | 21 fev 2007 | Kitt Peak     | Spacewatch          | —         | MPC                           |
| 446302     | 2014 EJ10  | 19 abr 2007 | Mount Lemmon  | Mount Lemmon Survey | —         | MPC                           |
| 446303     | 2014 EC14  | 26 jun 2011 | Mount Lemmon  | Mount Lemmon Survey | —         | MPC                           |
| 446304     | 2014 EN14  | 28 ago 2005 | Kitt Peak     | Spacewatch          | —         | MPC                           |
| 446305     | 2014 EH17  | 31 jan 2010 | WISE          | WISE                | —         | MPC                           |
| 446306     | 2014 EB28  | 25 jan 2007 | Kitt Peak     | Spacewatch          | —         | MPC                           |
| 446307     | 2014 EB47  | 19 mar 2007 | Mount Lemmon  | Mount Lemmon Survey | —         | MPC                           |
| 446308     | 2014 EN49  | 6 jan 2010  | Kitt Peak     | Spacewatch          | Mitidika  | MPC                           |
| 446309     | 2014 EL51  | 11 abr 2007 | Kitt Peak     | Spacewatch          | —         | MPC                           |
| 446310     | 2014 FU6   | 28 jan 2011 | Catalina      | CSS                 | —         | MPC                           |
| 446311     | 2014 FC10  | 14 set 2007 | Mount Lemmon  | Mount Lemmon Survey | —         | MPC                           |
| 446312     | 2014 FT12  | 10 mar 2007 | Mount Lemmon  | Mount Lemmon Survey | —         | MPC                           |
| 446313     | 2014 FF15  | 26 mar 2003 | Kitt Peak     | Spacewatch          | Mitidika  | MPC                           |
| 446314     | 2014 FJ17  | 25 dez 2005 | Mount Lemmon  | Mount Lemmon Survey | —         | MPC                           |
| 446315     | 2014 FL17  | 30 out 2008 | Kitt Peak     | Spacewatch          | —         | MPC                           |
| 446316     | 2014 FU20  | 16 out 2012 | Mount Lemmon  | Mount Lemmon Survey | —         | MPC                           |
| 446317     | 2014 FT22  | 25 jul 2008 | Siding Spring | SSS                 | —         | MPC                           |
| 446318     | 2014 FH32  | 12 set 2007 | Mount Lemmon  | Mount Lemmon Survey | —         | MPC                           |
| 446319     | 2014 FC35  | 13 set 2007 | Mount Lemmon  | Mount Lemmon Survey | —         | MPC                           |
| 446320     | 2014 FK36  | 14 set 2005 | Catalina      | CSS                 | —         | MPC                           |
| 446321     | 2014 FH37  | 23 mar 2003 | Kitt Peak     | Spacewatch          | —         | MPC                           |
| 446322     | 2014 FM37  | 8 abr 2003  | Kitt Peak     | Spacewatch          | —         | MPC                           |
| 446323     | 2014 FJ41  | 14 mar 2005 | Mount Lemmon  | Mount Lemmon Survey | —         | MPC                           |
| 446324     | 2014 FC49  | 22 jan 2010 | WISE          | WISE                | —         | MPC                           |
| 446325     | 2014 FK50  | 4 mai 2010  | Catalina      | CSS                 | —         | MPC                           |
| 446326     | 2014 FW63  | 30 set 2005 | Mount Lemmon  | Mount Lemmon Survey | —         | MPC                           |
| 446327     | 2014 FX63  | 21 fev 2007 | Mount Lemmon  | Mount Lemmon Survey | —         | MPC                           |
| 446328     | 2014 FJ64  | 6 dez 2005  | Kitt Peak     | Spacewatch          | —         | MPC                           |
| 446329     | 2014 FP64  | 27 fev 2001 | Cima Ekar     | ADAS                | —         | MPC                           |
| 446330     | 2014 FW65  | 2 dez 2005  | Kitt Peak     | Spacewatch          | —         | MPC                           |
| 446331     | 2014 FY65  | 20 mar 2010 | Mount Lemmon  | Mount Lemmon Survey | —         | MPC                           |
| 446332     | 2014 FB66  | 30 jan 2006 | Kitt Peak     | Spacewatch          | —         | MPC                           |
| 446333     | 2014 GT1   | 13 set 2007 | Mount Lemmon  | Mount Lemmon Survey | —         | MPC                           |
| 446334     | 2014 GN12  | 1 jul 2011  | Mount Lemmon  | Mount Lemmon Survey | —         | MPC                           |
| 446335     | 2014 GF16  | 21 out 1995 | Kitt Peak     | Spacewatch          | —         | MPC                           |
| 446336     | 2014 GQ16  | 8 mar 2008  | Catalina      | CSS                 | —         | MPC                           |
| 446337     | 2014 GB29  | 4 out 2004  | Kitt Peak     | Spacewatch          | —         | MPC                           |
| 446338     | 2014 GQ33  | 20 dez 2009 | Mount Lemmon  | Mount Lemmon Survey | —         | MPC                           |
| 446339     | 2014 GS35  | 13 out 2005 | Kitt Peak     | Spacewatch          | —         | MPC                           |
| 446340     | 2014 GT38  | 21 fev 2007 | Kitt Peak     | Spacewatch          | —         | MPC                           |
| 446341     | 2014 GR40  | 23 mar 2003 | Kitt Peak     | Spacewatch          | —         | MPC                           |
| 446342     | 2014 GL46  | 6 jul 1997  | Kitt Peak     | Spacewatch          | —         | MPC                           |
| 446343     | 2014 GE47  | 5 dez 2005  | Kitt Peak     | Spacewatch          | —         | MPC                           |
| 446344     | 2014 GA49  | 12 set 2007 | Catalina      | CSS                 | Juno      | MPC                           |
| 446345     | 2014 HA4   | 2 set 2008  | Kitt Peak     | Spacewatch          | —         | MPC                           |
| 446346     | 2014 HQ5   | 5 dez 2005  | Mount Lemmon  | Mount Lemmon Survey | Mitidika  | MPC                           |
| 446347     | 2014 HZ7   | 11 fev 2008 | Mount Lemmon  | Mount Lemmon Survey | —         | MPC                           |
| 446348     | 2014 HF8   | 19 mai 2010 | Catalina      | CSS                 | Phocaea   | MPC                           |
| 446349     | 2014 HM9   | 16 fev 2010 | Kitt Peak     | Spacewatch          | Mitidika  | MPC                           |
| 446350     | 2014 HJ10  | 21 out 2006 | Mount Lemmon  | Mount Lemmon Survey | —         | MPC                           |
| 446351     | 2014 HQ11  | 1 dez 2005  | Mount Lemmon  | Mount Lemmon Survey | —         | MPC                           |
| 446352     | 2014 HB12  | 10 fev 2010 | Kitt Peak     | Spacewatch          | —         | MPC                           |
| 446353     | 2014 HN13  | 18 mar 2010 | Kitt Peak     | Spacewatch          | —         | MPC                           |
| 446354     | 2014 HS13  | 20 mar 2010 | Kitt Peak     | Spacewatch          | —         | MPC                           |
| 446355     | 2014 HT19  | 22 mar 2014 | Kitt Peak     | Spacewatch          | —         | MPC                           |
| 446356     | 2014 HP20  | 8 mai 2005  | Mount Lemmon  | Mount Lemmon Survey | —         | MPC                           |
| 446357     | 2014 HG21  | 15 dez 2007 | Mount Lemmon  | Mount Lemmon Survey | —         | MPC                           |
| 446358     | 2014 HM22  | 19 jan 2012 | Mount Lemmon  | Mount Lemmon Survey | —         | MPC                           |
| 446359     | 2014 HL23  | 12 mar 2010 | Catalina      | CSS                 | —         | MPC                           |
| 446360     | 2014 HA24  | 16 mai 2010 | Kitt Peak     | Spacewatch          | —         | MPC                           |
| 446361     | 2014 HH24  | 2 jul 2011  | Mount Lemmon  | Mount Lemmon Survey | —         | MPC                           |
| 446362     | 2014 HW24  | 18 mar 2010 | Mount Lemmon  | Mount Lemmon Survey | —         | MPC                           |
| 446363     | 2014 HU26  | 27 out 2008 | Kitt Peak     | Spacewatch          | —         | MPC                           |
| 446364     | 2014 HH28  | 13 mar 2005 | Kitt Peak     | Spacewatch          | —         | MPC                           |
| 446365     | 2014 HG32  | 13 nov 2007 | Kitt Peak     | Spacewatch          | —         | MPC                           |
| 446366     | 2014 HR34  | 6 abr 2014  | Kitt Peak     | Spacewatch          | —         | MPC                           |
| 446367     | 2014 HW34  | 15 set 2007 | Mount Lemmon  | Mount Lemmon Survey | —         | MPC                           |
| 446368     | 2014 HX37  | 20 abr 2007 | Kitt Peak     | Spacewatch          | —         | MPC                           |
| 446369     | 2014 HW38  | 29 abr 2003 | Kitt Peak     | Spacewatch          | —         | MPC                           |
| 446370     | 2014 HC40  | 28 jun 2005 | Kitt Peak     | Spacewatch          | —         | MPC                           |
| 446371     | 2014 HE41  | 18 jan 2013 | Mount Lemmon  | Mount Lemmon Survey | —         | MPC                           |
| 446372     | 2014 HO44  | 20 out 2007 | Kitt Peak     | Spacewatch          | —         | MPC                           |
| 446373     | 2014 HS44  | 23 jan 2006 | Kitt Peak     | Spacewatch          | —         | MPC                           |
| 446374     | 2014 HH50  | 10 out 1996 | Kitt Peak     | Spacewatch          | —         | MPC                           |
| 446375     | 2014 HP55  | 8 out 2007  | Mount Lemmon  | Mount Lemmon Survey | —         | MPC                           |
| 446376     | 2014 HP72  | 21 mai 2006 | Mount Lemmon  | Mount Lemmon Survey | —         | MPC                           |
| 446377     | 2014 HK109 | 12 fev 2004 | Kitt Peak     | Spacewatch          | —         | MPC                           |
| 446378     | 2014 HK123 | 14 fev 2010 | Kitt Peak     | Spacewatch          | —         | MPC                           |
| 446379     | 2014 HJ128 | 18 jan 2008 | Kitt Peak     | Spacewatch          | Juno      | MPC                           |
| 446380     | 2014 HR131 | 28 jan 2009 | Kitt Peak     | Spacewatch          | —         | MPC                           |
| 446381     | 2014 HW136 | 21 dez 2008 | Catalina      | CSS                 | —         | MPC                           |
| 446382     | 2014 HK138 | 28 out 2008 | Kitt Peak     | Spacewatch          | —         | MPC                           |
| 446383     | 2014 HV138 | 8 mar 2005  | Mount Lemmon  | Mount Lemmon Survey | —         | MPC                           |
| 446384     | 2014 HZ152 | 24 set 2000 | Socorro       | LINEAR              | —         | MPC                           |
| 446385     | 2014 HQ153 | 19 out 2006 | Kitt Peak     | Spacewatch          | —         | MPC                           |
| 446386     | 2014 HH155 | 10 jul 2010 | WISE          | WISE                | —         | MPC                           |
| 446387     | 2014 HK159 | 27 mar 2008 | Mount Lemmon  | Mount Lemmon Survey | —         | MPC                           |
| 446388     | 2014 HT162 | 15 fev 2010 | Kitt Peak     | Spacewatch          | —         | MPC                           |
| 446389     | 2014 HA169 | 18 set 2003 | Kitt Peak     | Spacewatch          | —         | MPC                           |
| 446390     | 2014 HD175 | 17 nov 2011 | Kitt Peak     | Spacewatch          | —         | MPC                           |
| 446391     | 2014 HL175 | 1 mar 2005  | Kitt Peak     | Spacewatch          | —         | MPC                           |
| 446392     | 2014 HS175 | 2 fev 2001  | Kitt Peak     | Spacewatch          | —         | MPC                           |
| 446393     | 2014 HW175 | 24 mar 2003 | Kitt Peak     | Spacewatch          | —         | MPC                           |
| 446394     | 2014 HP176 | 10 jun 2010 | Mount Lemmon  | Mount Lemmon Survey | —         | MPC                           |
| 446395     | 2014 HU178 | 23 out 2006 | Mount Lemmon  | Mount Lemmon Survey | Ino       | MPC                           |
| 446396     | 2014 HR179 | 7 nov 2007  | Kitt Peak     | Spacewatch          | —         | MPC                           |
| 446397     | 2014 HR182 | 16 fev 2010 | Mount Lemmon  | Mount Lemmon Survey | —         | MPC                           |
| 446398     | 2014 HQ183 | 30 nov 2011 | Kitt Peak     | Spacewatch          | —         | MPC                           |
| 446399     | 2014 HR183 | 23 nov 1997 | Kitt Peak     | Spacewatch          | —         | MPC                           |
| 446400     | 2014 HD185 | 30 set 2011 | Kitt Peak     | Spacewatch          | —         | MPC                           |

## 446401–446500
| Designação | Designação | Descoberta  | Descoberta    | Descobridor(es)     | Categoria | Mais informações / Referência |
| Permanente | Provisória | Data        | Local         | Descobridor(es)     | Categoria | Mais informações / Referência |
| ---------- | ---------- | ----------- | ------------- | ------------------- | --------- | ----------------------------- |
| 446401     | 2014 HW185 | 6 out 2004  | Kitt Peak     | Spacewatch          | —         | MPC                           |
| 446402     | 2014 HV189 | 9 out 2010  | Mount Lemmon  | Mount Lemmon Survey | —         | MPC                           |
| 446403     | 2014 HB190 | 18 nov 2007 | Kitt Peak     | Spacewatch          | —         | MPC                           |
| 446404     | 2014 HT194 | 25 abr 2003 | Kitt Peak     | Spacewatch          | —         | MPC                           |
| 446405     | 2014 HY194 | 3 mar 2005  | Catalina      | CSS                 | —         | MPC                           |
| 446406     | 2014 HD195 | 11 set 2007 | Mount Lemmon  | Mount Lemmon Survey | —         | MPC                           |
| 446407     | 2014 JN    | 18 mai 2005 | Siding Spring | SSS                 | —         | MPC                           |
| 446408     | 2014 JA1   | 8 fev 2002  | Kitt Peak     | Spacewatch          | Ursula    | MPC                           |
| 446409     | 2014 JY1   | 26 out 2008 | Mount Lemmon  | Mount Lemmon Survey | —         | MPC                           |
| 446410     | 2014 JJ2   | 22 jan 2006 | Mount Lemmon  | Mount Lemmon Survey | —         | MPC                           |
| 446411     | 2014 JF3   | 2 nov 2011  | Kitt Peak     | Spacewatch          | —         | MPC                           |
| 446412     | 2014 JP3   | 28 fev 2009 | Kitt Peak     | Spacewatch          | —         | MPC                           |
| 446413     | 2014 JU4   | 11 ago 2009 | Siding Spring | SSS                 | —         | MPC                           |
| 446414     | 2014 JM6   | 6 out 1999  | Kitt Peak     | Spacewatch          | —         | MPC                           |
| 446415     | 2014 JD9   | 12 fev 2008 | Kitt Peak     | Spacewatch          | —         | MPC                           |
| 446416     | 2014 JS11  | 15 fev 2010 | Kitt Peak     | Spacewatch          | —         | MPC                           |
| 446417     | 2014 JV12  | 30 jan 2008 | Mount Lemmon  | Mount Lemmon Survey | —         | MPC                           |
| 446418     | 2014 JQ14  | 8 nov 2007  | Kitt Peak     | Spacewatch          | —         | MPC                           |
| 446419     | 2014 JG16  | 1 mar 2008  | Kitt Peak     | Spacewatch          | —         | MPC                           |
| 446420     | 2014 JR20  | 4 nov 2005  | Kitt Peak     | Spacewatch          | —         | MPC                           |
| 446421     | 2014 JM22  | 1 mar 2008  | Kitt Peak     | Spacewatch          | —         | MPC                           |
| 446422     | 2014 JD23  | 21 dez 2012 | Mount Lemmon  | Mount Lemmon Survey | —         | MPC                           |
| 446423     | 2014 JE26  | 11 mar 2005 | Mount Lemmon  | Mount Lemmon Survey | —         | MPC                           |
| 446424     | 2014 JZ27  | 11 mar 2005 | Mount Lemmon  | Mount Lemmon Survey | —         | MPC                           |
| 446425     | 2014 JC28  | 4 jul 2010  | Mount Lemmon  | Mount Lemmon Survey | —         | MPC                           |
| 446426     | 2014 JV28  | 5 mai 2014  | Mount Lemmon  | Mount Lemmon Survey | —         | MPC                           |
| 446427     | 2014 JC32  | 9 fev 2008  | Kitt Peak     | Spacewatch          | —         | MPC                           |
| 446428     | 2014 JH32  | 11 abr 2005 | Mount Lemmon  | Mount Lemmon Survey | —         | MPC                           |
| 446429     | 2014 JE35  | 1 out 2006  | Kitt Peak     | Spacewatch          | —         | MPC                           |
| 446430     | 2014 JG35  | 24 mar 2006 | Kitt Peak     | Spacewatch          | —         | MPC                           |
| 446431     | 2014 JH35  | 22 fev 2009 | Kitt Peak     | Spacewatch          | —         | MPC                           |
| 446432     | 2014 JA36  | 27 mar 2004 | Catalina      | CSS                 | —         | MPC                           |
| 446433     | 2014 JH36  | 15 nov 2011 | Mount Lemmon  | Mount Lemmon Survey | —         | MPC                           |
| 446434     | 2014 JK36  | 20 jan 2009 | Mount Lemmon  | Mount Lemmon Survey | —         | MPC                           |
| 446435     | 2014 JX39  | 19 ago 2006 | Kitt Peak     | Spacewatch          | —         | MPC                           |
| 446436     | 2014 JY39  | 1 fev 2003  | Kitt Peak     | Spacewatch          | —         | MPC                           |
| 446437     | 2014 JD42  | 20 jan 2008 | Kitt Peak     | Spacewatch          | —         | MPC                           |
| 446438     | 2014 JJ43  | 25 mai 2003 | Kitt Peak     | Spacewatch          | —         | MPC                           |
| 446439     | 2014 JT43  | 1 mar 2009  | Kitt Peak     | Spacewatch          | —         | MPC                           |
| 446440     | 2014 JU44  | 28 fev 2010 | WISE          | WISE                | —         | MPC                           |
| 446441     | 2014 JA45  | 5 jan 2013  | Kitt Peak     | Spacewatch          | —         | MPC                           |
| 446442     | 2014 JG45  | 14 mai 2004 | Kitt Peak     | Spacewatch          | —         | MPC                           |
| 446443     | 2014 JZ45  | 30 dez 2008 | Kitt Peak     | Spacewatch          | —         | MPC                           |
| 446444     | 2014 JL47  | 14 fev 2013 | Kitt Peak     | Spacewatch          | —         | MPC                           |
| 446445     | 2014 JQ48  | 20 mai 2010 | Mount Lemmon  | Mount Lemmon Survey | —         | MPC                           |
| 446446     | 2014 JE49  | 7 mai 2010  | WISE          | WISE                | —         | MPC                           |
| 446447     | 2014 JN58  | 17 mai 2010 | Kitt Peak     | Spacewatch          | —         | MPC                           |
| 446448     | 2014 JE59  | 10 mai 2007 | Mount Lemmon  | Mount Lemmon Survey | —         | MPC                           |
| 446449     | 2014 JU61  | 2 jan 2012  | Mount Lemmon  | Mount Lemmon Survey | —         | MPC                           |
| 446450     | 2014 JM62  | 1 mar 2009  | Kitt Peak     | Spacewatch          | —         | MPC                           |
| 446451     | 2014 JN63  | 23 jun 2009 | Mount Lemmon  | Mount Lemmon Survey | —         | MPC                           |
| 446452     | 2014 JW63  | 19 jan 2005 | Kitt Peak     | Spacewatch          | —         | MPC                           |
| 446453     | 2014 JA64  | 27 mar 2003 | Anderson Mesa | LONEOS              | Mitidika  | MPC                           |
| 446454     | 2014 JR64  | 12 dez 2012 | Kitt Peak     | Spacewatch          | —         | MPC                           |
| 446455     | 2014 JZ64  | 25 dez 2005 | Kitt Peak     | Spacewatch          | —         | MPC                           |
| 446456     | 2014 JP67  | 12 set 2007 | Mount Lemmon  | Mount Lemmon Survey | —         | MPC                           |
| 446457     | 2014 JW67  | 31 dez 2008 | Kitt Peak     | Spacewatch          | —         | MPC                           |
| 446458     | 2014 JK68  | 4 dez 2007  | Kitt Peak     | Spacewatch          | —         | MPC                           |
| 446459     | 2014 JV68  | 3 mar 2009  | Mount Lemmon  | Mount Lemmon Survey | —         | MPC                           |
| 446460     | 2014 JU69  | 21 out 2011 | Mount Lemmon  | Mount Lemmon Survey | Phocaea   | MPC                           |
| 446461     | 2014 JM70  | 24 mai 2000 | Kitt Peak     | Spacewatch          | —         | MPC                           |
| 446462     | 2014 JA71  | 2 fev 2008  | Kitt Peak     | Spacewatch          | —         | MPC                           |
| 446463     | 2014 JF72  | 19 set 2011 | Mount Lemmon  | Mount Lemmon Survey | —         | MPC                           |
| 446464     | 2014 JK72  | 19 out 2006 | Kitt Peak     | Spacewatch          | —         | MPC                           |
| 446465     | 2014 JA74  | 17 set 2006 | Kitt Peak     | Spacewatch          | —         | MPC                           |
| 446466     | 2014 JT74  | 18 abr 2009 | Kitt Peak     | Spacewatch          | Themis    | MPC                           |
| 446467     | 2014 JZ74  | 31 jan 1997 | Kitt Peak     | Spacewatch          | —         | MPC                           |
| 446468     | 2014 JL75  | 15 jun 2007 | Kitt Peak     | Spacewatch          | —         | MPC                           |
| 446469     | 2014 JY78  | 22 abr 2010 | WISE          | WISE                | —         | MPC                           |
| 446470     | 2014 JF79  | 30 set 2006 | Kitt Peak     | Spacewatch          | —         | MPC                           |
| 446471     | 2014 KA1   | 17 mai 2007 | Catalina      | CSS                 | —         | MPC                           |
| 446472     | 2014 KF1   | 7 jan 2010  | Mount Lemmon  | Mount Lemmon Survey | —         | MPC                           |
| 446473     | 2014 KK3   | 13 nov 2007 | Mount Lemmon  | Mount Lemmon Survey | —         | MPC                           |
| 446474     | 2014 KA4   | 16 set 2006 | Siding Spring | SSS                 | —         | MPC                           |
| 446475     | 2014 KV7   | 19 nov 2008 | Kitt Peak     | Spacewatch          | —         | MPC                           |
| 446476     | 2014 KB8   | 24 jan 2001 | Kitt Peak     | Spacewatch          | —         | MPC                           |
| 446477     | 2014 KR9   | 25 mar 2010 | Kitt Peak     | Spacewatch          | —         | MPC                           |
| 446478     | 2014 KX16  | 17 set 2006 | Catalina      | CSS                 | —         | MPC                           |
| 446479     | 2014 KU17  | 3 nov 2007  | Kitt Peak     | Spacewatch          | —         | MPC                           |
| 446480     | 2014 KX18  | 28 jul 2010 | WISE          | WISE                | —         | MPC                           |
| 446481     | 2014 KW19  | 21 abr 2010 | WISE          | WISE                | —         | MPC                           |
| 446482     | 2014 KY19  | 21 abr 2014 | Kitt Peak     | Spacewatch          | —         | MPC                           |
| 446483     | 2014 KZ28  | 7 nov 2008  | Mount Lemmon  | Mount Lemmon Survey | —         | MPC                           |
| 446484     | 2014 KB29  | 17 nov 2007 | Mount Lemmon  | Mount Lemmon Survey | —         | MPC                           |
| 446485     | 2014 KG29  | 16 abr 2007 | Mount Lemmon  | Mount Lemmon Survey | —         | MPC                           |
| 446486     | 2014 KY30  | 27 fev 2006 | Kitt Peak     | Spacewatch          | —         | MPC                           |
| 446487     | 2014 KH34  | 19 jun 2006 | Mount Lemmon  | Mount Lemmon Survey | —         | MPC                           |
| 446488     | 2014 KG38  | 17 jan 2009 | Kitt Peak     | Spacewatch          | —         | MPC                           |
| 446489     | 2014 KS39  | 4 jan 2012  | Mount Lemmon  | Mount Lemmon Survey | —         | MPC                           |
| 446490     | 2014 KO43  | 21 ago 2004 | Catalina      | CSS                 | —         | MPC                           |
| 446491     | 2014 KD48  | 1 nov 1999  | Kitt Peak     | Spacewatch          | —         | MPC                           |
| 446492     | 2014 KX51  | 8 fev 2002  | Kitt Peak     | Spacewatch          | —         | MPC                           |
| 446493     | 2014 KJ53  | 20 set 1998 | Kitt Peak     | Spacewatch          | —         | MPC                           |
| 446494     | 2014 KS53  | 9 abr 2010  | Kitt Peak     | Spacewatch          | —         | MPC                           |
| 446495     | 2014 KE54  | 10 out 2010 | Mount Lemmon  | Mount Lemmon Survey | —         | MPC                           |
| 446496     | 2014 KA55  | 15 jun 1999 | Kitt Peak     | Spacewatch          | —         | MPC                           |
| 446497     | 2014 KD57  | 24 jan 2007 | Mount Lemmon  | Mount Lemmon Survey | Brangane  | MPC                           |
| 446498     | 2014 KL57  | 17 set 2010 | Mount Lemmon  | Mount Lemmon Survey | —         | MPC                           |
| 446499     | 2014 KN59  | 7 abr 2008  | Kitt Peak     | Spacewatch          | —         | MPC                           |
| 446500     | 2014 KR59  | 5 nov 2010  | Mount Lemmon  | Mount Lemmon Survey | —         | MPC                           |

## 446501–446600
| Designação | Designação | Descoberta  | Descoberta    | Descobridor(es)     | Categoria | Mais informações / Referência |
| Permanente | Provisória | Data        | Local         | Descobridor(es)     | Categoria | Mais informações / Referência |
| ---------- | ---------- | ----------- | ------------- | ------------------- | --------- | ----------------------------- |
| 446501     | 2014 KO65  | 21 mai 2006 | Kitt Peak     | Spacewatch          | —         | MPC                           |
| 446502     | 2014 KW66  | 1 mar 2009  | Mount Lemmon  | Mount Lemmon Survey | —         | MPC                           |
| 446503     | 2014 KC67  | 15 abr 2001 | Kitt Peak     | Spacewatch          | —         | MPC                           |
| 446504     | 2014 KF67  | 30 ago 2006 | Anderson Mesa | LONEOS              | —         | MPC                           |
| 446505     | 2014 KH69  | 30 jan 2006 | Kitt Peak     | Spacewatch          | —         | MPC                           |
| 446506     | 2014 KY69  | 4 nov 2007  | Mount Lemmon  | Mount Lemmon Survey | —         | MPC                           |
| 446507     | 2014 KC71  | 4 mar 2005  | Mount Lemmon  | Mount Lemmon Survey | —         | MPC                           |
| 446508     | 2014 KZ71  | 31 jan 2009 | Mount Lemmon  | Mount Lemmon Survey | —         | MPC                           |
| 446509     | 2014 KC72  | 25 set 2005 | Kitt Peak     | Spacewatch          | —         | MPC                           |
| 446510     | 2014 KD73  | 17 fev 2007 | Kitt Peak     | Spacewatch          | —         | MPC                           |
| 446511     | 2014 KP81  | 26 abr 2003 | Kitt Peak     | Spacewatch          | —         | MPC                           |
| 446512     | 2014 KZ82  | 14 nov 1995 | Kitt Peak     | Spacewatch          | Brangane  | MPC                           |
| 446513     | 2014 KR95  | 23 set 2011 | Catalina      | CSS                 | —         | MPC                           |
| 446514     | 2014 KU95  | 24 mai 2007 | Mount Lemmon  | Mount Lemmon Survey | —         | MPC                           |
| 446515     | 2014 KF98  | 30 nov 2008 | Kitt Peak     | Spacewatch          | —         | MPC                           |
| 446516     | 2014 KL99  | 25 out 2005 | Mount Lemmon  | Mount Lemmon Survey | —         | MPC                           |
| 446517     | 2014 KE100 | 24 set 2008 | Mount Lemmon  | Mount Lemmon Survey | —         | MPC                           |
| 446518     | 2014 KJ101 | 30 dez 2008 | Mount Lemmon  | Mount Lemmon Survey | —         | MPC                           |
| 446519     | 2014 LW1   | 17 set 2006 | Anderson Mesa | LONEOS              | —         | MPC                           |
| 446520     | 2014 LP2   | 2 nov 2007  | Kitt Peak     | Spacewatch          | —         | MPC                           |
| 446521     | 2014 LO3   | 29 out 2011 | Kitt Peak     | Spacewatch          | —         | MPC                           |
| 446522     | 2014 LQ11  | 18 out 2007 | Kitt Peak     | Spacewatch          | —         | MPC                           |
| 446523     | 2014 LT11  | 5 mar 2002  | Kitt Peak     | Spacewatch          | —         | MPC                           |
| 446524     | 2014 LX12  | 13 dez 2006 | Kitt Peak     | Spacewatch          | —         | MPC                           |
| 446525     | 2014 LC13  | 15 abr 2008 | Mount Lemmon  | Mount Lemmon Survey | —         | MPC                           |
| 446526     | 2014 LG13  | 17 nov 1999 | Kitt Peak     | Spacewatch          | —         | MPC                           |
| 446527     | 2014 LO18  | 23 jan 2006 | Kitt Peak     | Spacewatch          | Mitidika  | MPC                           |
| 446528     | 2014 LF23  | 26 set 2006 | Mount Lemmon  | Mount Lemmon Survey | —         | MPC                           |
| 446529     | 2014 LJ24  | 14 mar 2004 | Kitt Peak     | Spacewatch          | —         | MPC                           |
| 446530     | 2014 ME1   | 10 nov 2005 | Mount Lemmon  | Mount Lemmon Survey | —         | MPC                           |
| 446531     | 2014 MX1   | 9 out 2004  | Kitt Peak     | Spacewatch          | —         | MPC                           |
| 446532     | 2014 MN4   | 20 abr 2009 | Kitt Peak     | Spacewatch          | —         | MPC                           |
| 446533     | 2014 MP6   | 4 abr 2008  | Mount Lemmon  | Mount Lemmon Survey | —         | MPC                           |
| 446534     | 2014 MP14  | 6 fev 2013  | Kitt Peak     | Spacewatch          | —         | MPC                           |
| 446535     | 2014 MR17  | 15 ago 2006 | Siding Spring | SSS                 | —         | MPC                           |
| 446536     | 2014 MU28  | 28 ago 2009 | Catalina      | CSS                 | —         | MPC                           |
| 446537     | 2014 MW30  | 9 abr 2010  | Mount Lemmon  | Mount Lemmon Survey | —         | MPC                           |
| 446538     | 2014 MX30  | 13 mai 1997 | Kitt Peak     | Spacewatch          | —         | MPC                           |
| 446539     | 2014 MT34  | 23 set 2008 | Kitt Peak     | Spacewatch          | —         | MPC                           |
| 446540     | 2014 MW34  | 1 mar 2005  | Kitt Peak     | Spacewatch          | —         | MPC                           |
| 446541     | 2014 MF43  | 7 mar 2013  | Mount Lemmon  | Mount Lemmon Survey | —         | MPC                           |
| 446542     | 2014 MY47  | 1 abr 2009  | Mount Lemmon  | Mount Lemmon Survey | —         | MPC                           |
| 446543     | 2014 MR55  | 25 out 2005 | Kitt Peak     | Spacewatch          | —         | MPC                           |
| 446544     | 2014 MW58  | 10 set 2010 | Kitt Peak     | Spacewatch          | —         | MPC                           |
| 446545     | 2014 MU64  | 31 mar 2009 | Kitt Peak     | Spacewatch          | —         | MPC                           |
| 446546     | 2014 MV68  | 27 set 2006 | Catalina      | CSS                 | —         | MPC                           |
| 446547     | 2014 NY7   | 3 mai 2008  | Mount Lemmon  | Mount Lemmon Survey | —         | MPC                           |
| 446548     | 2014 NR11  | 22 out 2006 | Kitt Peak     | Spacewatch          | —         | MPC                           |
| 446549     | 2014 NP16  | 6 nov 2005  | Kitt Peak     | Spacewatch          | —         | MPC                           |
| 446550     | 2014 NM18  | 7 jul 2010  | Kitt Peak     | Spacewatch          | —         | MPC                           |
| 446551     | 2014 NJ26  | 23 jan 2006 | Mount Lemmon  | Mount Lemmon Survey | —         | MPC                           |
| 446552     | 2014 NC31  | 5 mai 2008  | Mount Lemmon  | Mount Lemmon Survey | —         | MPC                           |
| 446553     | 2014 NY32  | 21 out 2006 | Kitt Peak     | Spacewatch          | —         | MPC                           |
| 446554     | 2014 NG45  | 15 ago 2009 | Kitt Peak     | Spacewatch          | —         | MPC                           |
| 446555     | 2014 NM65  | 16 mar 2004 | Siding Spring | SSS                 | —         | MPC                           |
| 446556     | 2014 OS1   | 22 mar 2001 | Kitt Peak     | Spacewatch          | Phocaea   | MPC                           |
| 446557     | 2014 OO35  | 14 dez 2010 | Mount Lemmon  | Mount Lemmon Survey | —         | MPC                           |
| 446558     | 2014 OJ40  | 12 fev 2012 | Mount Lemmon  | Mount Lemmon Survey | —         | MPC                           |
| 446559     | 2014 OC43  | 21 jan 2001 | Kitt Peak     | Spacewatch          | —         | MPC                           |
| 446560     | 2014 OQ46  | 30 ago 2005 | Kitt Peak     | Spacewatch          | —         | MPC                           |
| 446561     | 2014 OT51  | 25 dez 2005 | Kitt Peak     | Spacewatch          | —         | MPC                           |
| 446562     | 2014 OD67  | 19 set 1995 | Kitt Peak     | Spacewatch          | —         | MPC                           |
| 446563     | 2014 OR80  | 7 jan 2006  | Kitt Peak     | Spacewatch          | —         | MPC                           |
| 446564     | 2014 OP106 | 25 dez 2011 | Mount Lemmon  | Mount Lemmon Survey | —         | MPC                           |
| 446565     | 2014 OF107 | 7 dez 2005  | Kitt Peak     | Spacewatch          | —         | MPC                           |
| 446566     | 2014 OP107 | 10 out 2001 | Kitt Peak     | Spacewatch          | —         | MPC                           |
| 446567     | 2014 OL111 | 2 fev 2012  | Kitt Peak     | Spacewatch          | —         | MPC                           |
| 446568     | 2014 ON115 | 15 fev 1994 | Kitt Peak     | Spacewatch          | —         | MPC                           |
| 446569     | 2014 OD116 | 26 dez 2011 | Kitt Peak     | Spacewatch          | —         | MPC                           |
| 446570     | 2014 OX119 | 10 nov 2009 | Kitt Peak     | Spacewatch          | —         | MPC                           |
| 446571     | 2014 OY127 | 2 fev 2008  | Mount Lemmon  | Mount Lemmon Survey | —         | MPC                           |
| 446572     | 2014 OJ130 | 12 set 2007 | Mount Lemmon  | Mount Lemmon Survey | Juno      | MPC                           |
| 446573     | 2014 OY130 | 23 jun 2009 | Mount Lemmon  | Mount Lemmon Survey | —         | MPC                           |
| 446574     | 2014 OT132 | 18 set 2004 | Socorro       | LINEAR              | Brangane  | MPC                           |
| 446575     | 2014 OQ133 | 11 nov 1999 | Kitt Peak     | Spacewatch          | —         | MPC                           |
| 446576     | 2014 OE136 | 30 jan 2006 | Kitt Peak     | Spacewatch          | —         | MPC                           |
| 446577     | 2014 OG154 | 5 dez 2005  | Kitt Peak     | Spacewatch          | Brangane  | MPC                           |
| 446578     | 2014 OJ204 | 16 set 2010 | Kitt Peak     | Spacewatch          | —         | MPC                           |
| 446579     | 2014 OV213 | 11 abr 2008 | Mount Lemmon  | Mount Lemmon Survey | —         | MPC                           |
| 446580     | 2014 OF217 | 5 jan 2002  | Kitt Peak     | Spacewatch          | —         | MPC                           |
| 446581     | 2014 OM223 | 25 jan 2010 | WISE          | WISE                | —         | MPC                           |
| 446582     | 2014 OF245 | 29 out 2010 | Mount Lemmon  | Mount Lemmon Survey | —         | MPC                           |
| 446583     | 2014 OW308 | 7 dez 2010  | Mount Lemmon  | Mount Lemmon Survey | Brangane  | MPC                           |
| 446584     | 2014 OL335 | 10 fev 2010 | Kitt Peak     | Spacewatch          | Juno      | MPC                           |
| 446585     | 2014 PF2   | 2 mar 2005  | Kitt Peak     | Spacewatch          | —         | MPC                           |
| 446586     | 2014 PO11  | 20 fev 2006 | Mount Lemmon  | Mount Lemmon Survey | —         | MPC                           |
| 446587     | 2014 QP38  | 6 set 2008  | Kitt Peak     | Spacewatch          | —         | MPC                           |
| 446588     | 2014 QR301 | 28 jun 2013 | Mount Lemmon  | Mount Lemmon Survey | —         | MPC                           |
| 446589     | 2014 RY34  | 26 fev 2007 | Mount Lemmon  | Mount Lemmon Survey | Brangane  | MPC                           |
| 446590     | 2014 SL125 | 29 jul 2008 | Mount Lemmon  | Mount Lemmon Survey | —         | MPC                           |
| 446591     | 2014 SQ302 | 11 mai 2007 | Mount Lemmon  | Mount Lemmon Survey | —         | MPC                           |
| 446592     | 2015 KA23  | 7 set 2004  | Socorro       | LINEAR              | —         | MPC                           |
| 446593     | 2015 LK14  | 5 abr 2010  | Kitt Peak     | Spacewatch          | —         | MPC                           |
| 446594     | 2015 LS20  | 19 nov 2007 | Kitt Peak     | Spacewatch          | —         | MPC                           |
| 446595     | 2015 LO23  | 22 mai 2010 | WISE          | WISE                | —         | MPC                           |
| 446596     | 2015 LX39  | 24 out 1995 | Kitt Peak     | Spacewatch          | —         | MPC                           |
| 446597     | 2015 ME4   | 2 mar 2006  | Kitt Peak     | Spacewatch          | —         | MPC                           |
| 446598     | 2015 MA7   | 15 out 2007 | Mount Lemmon  | Mount Lemmon Survey | —         | MPC                           |
| 446599     | 2015 MB8   | 7 abr 2014  | Mount Lemmon  | Mount Lemmon Survey | Brangane  | MPC                           |
| 446600     | 2015 MF8   | 27 mai 2010 | WISE          | WISE                | —         | MPC                           |

## 446601–446700
| Designação | Designação | Descoberta  | Descoberta       | Descobridor(es)     | Categoria | Mais informações / Referência |
| Permanente | Provisória | Data        | Local            | Descobridor(es)     | Categoria | Mais informações / Referência |
| ---------- | ---------- | ----------- | ---------------- | ------------------- | --------- | ----------------------------- |
| 446601     | 2015 MU8   | 28 jun 2010 | WISE             | WISE                | —         | MPC                           |
| 446602     | 2015 MD9   | 4 set 2010  | Mount Lemmon     | Mount Lemmon Survey | —         | MPC                           |
| 446603     | 2015 MJ46  | 23 ago 2008 | Kitt Peak        | Spacewatch          | —         | MPC                           |
| 446604     | 2015 MQ46  | 9 out 2004  | Socorro          | LINEAR              | —         | MPC                           |
| 446605     | 2015 MX46  | 9 out 2007  | Kitt Peak        | Spacewatch          | —         | MPC                           |
| 446606     | 2015 MF47  | 30 nov 2005 | Mount Lemmon     | Mount Lemmon Survey | —         | MPC                           |
| 446607     | 2015 MM52  | 1 out 2011  | Mount Lemmon     | Mount Lemmon Survey | —         | MPC                           |
| 446608     | 2015 MA59  | 14 dez 2004 | Campo Imperatore | CINEOS              | —         | MPC                           |
| 446609     | 2015 MJ67  | 27 out 2005 | Kitt Peak        | Spacewatch          | —         | MPC                           |
| 446610     | 2015 MJ69  | 28 fev 2008 | Kitt Peak        | Spacewatch          | —         | MPC                           |
| 446611     | 2015 MQ71  | 13 jun 2004 | Kitt Peak        | Spacewatch          | —         | MPC                           |
| 446612     | 2015 MK73  | 9 jan 2007  | Mount Lemmon     | Mount Lemmon Survey | —         | MPC                           |
| 446613     | 2015 MJ76  | 6 mar 2008  | Mount Lemmon     | Mount Lemmon Survey | Brangane  | MPC                           |
| 446614     | 2015 MK76  | 28 jan 2014 | Mount Lemmon     | Mount Lemmon Survey | —         | MPC                           |
| 446615     | 2015 MX76  | 27 dez 2006 | Mount Lemmon     | Mount Lemmon Survey | —         | MPC                           |
| 446616     | 2015 MN77  | 21 dez 2006 | Mount Lemmon     | Mount Lemmon Survey | —         | MPC                           |
| 446617     | 2015 MM78  | 15 jun 2010 | WISE             | WISE                | —         | MPC                           |
| 446618     | 2015 MP82  | 16 set 1999 | Kitt Peak        | Spacewatch          | —         | MPC                           |
| 446619     | 2015 MA83  | 29 set 2011 | Mount Lemmon     | Mount Lemmon Survey | —         | MPC                           |
| 446620     | 2015 MV83  | 1 jan 2009  | Kitt Peak        | Spacewatch          | —         | MPC                           |
| 446621     | 2015 MG84  | 9 set 2007  | Kitt Peak        | Spacewatch          | —         | MPC                           |
| 446622     | 2015 MF85  | 29 dez 2008 | Kitt Peak        | Spacewatch          | —         | MPC                           |
| 446623     | 2015 MK85  | 25 set 2006 | Kitt Peak        | Spacewatch          | —         | MPC                           |
| 446624     | 2015 MU91  | 22 nov 2006 | Mount Lemmon     | Mount Lemmon Survey | —         | MPC                           |
| 446625     | 2015 MW91  | 15 mai 2005 | Mount Lemmon     | Mount Lemmon Survey | —         | MPC                           |
| 446626     | 2015 MZ98  | 29 ago 2006 | Kitt Peak        | Spacewatch          | —         | MPC                           |
| 446627     | 2015 MZ102 | 21 nov 2005 | Catalina         | CSS                 | —         | MPC                           |
| 446628     | 2015 ME103 | 2 dez 2005  | Socorro          | LINEAR              | —         | MPC                           |
| 446629     | 2015 ML103 | 2 dez 2008  | Mount Lemmon     | Mount Lemmon Survey | —         | MPC                           |
| 446630     | 2015 MU107 | 1 out 2005  | Kitt Peak        | Spacewatch          | —         | MPC                           |
| 446631     | 2015 ML111 | 4 dez 2007  | Mount Lemmon     | Mount Lemmon Survey | —         | MPC                           |
| 446632     | 2015 MN111 | 25 out 2005 | Kitt Peak        | Spacewatch          | —         | MPC                           |
| 446633     | 2015 MZ114 | 3 jul 2011  | Mount Lemmon     | Mount Lemmon Survey | Phocaea   | MPC                           |
| 446634     | 2015 MC116 | 5 out 2003  | Kitt Peak        | Spacewatch          | —         | MPC                           |
| 446635     | 2015 MZ117 | 29 ago 2005 | Kitt Peak        | Spacewatch          | —         | MPC                           |
| 446636     | 2015 MA118 | 19 dez 2003 | Kitt Peak        | Spacewatch          | —         | MPC                           |
| 446637     | 2015 MG118 | 26 jun 2010 | WISE             | WISE                | —         | MPC                           |
| 446638     | 2015 ML120 | 9 nov 2008  | Kitt Peak        | Spacewatch          | —         | MPC                           |
| 446639     | 2015 MS120 | 11 abr 2010 | Mount Lemmon     | Mount Lemmon Survey | Phocaea   | MPC                           |
| 446640     | 2015 ME121 | 3 jun 2005  | Siding Spring    | SSS                 | —         | MPC                           |
| 446641     | 2015 MN121 | 20 out 2011 | Kitt Peak        | Spacewatch          | —         | MPC                           |
| 446642     | 2015 MT123 | 18 nov 2008 | Kitt Peak        | Spacewatch          | —         | MPC                           |
| 446643     | 2015 MM124 | 26 out 2008 | Mount Lemmon     | Mount Lemmon Survey | —         | MPC                           |
| 446644     | 2015 MJ125 | 25 nov 2005 | Kitt Peak        | Spacewatch          | —         | MPC                           |
| 446645     | 2015 ML125 | 19 out 1995 | Kitt Peak        | Spacewatch          | —         | MPC                           |
| 446646     | 2015 MQ125 | 23 out 2008 | Mount Lemmon     | Mount Lemmon Survey | —         | MPC                           |
| 446647     | 2015 ML126 | 11 jul 2004 | Socorro          | LINEAR              | —         | MPC                           |
| 446648     | 2015 MA129 | 14 fev 2004 | Kitt Peak        | Spacewatch          | —         | MPC                           |
| 446649     | 2015 MK129 | 21 ago 2006 | Kitt Peak        | Spacewatch          | —         | MPC                           |
| 446650     | 2015 MZ129 | 4 set 2007  | Catalina         | CSS                 | —         | MPC                           |
| 446651     | 2015 NM4   | 20 out 2006 | Mount Lemmon     | Mount Lemmon Survey | —         | MPC                           |
| 446652     | 2015 NA5   | 2 mai 2003  | Kitt Peak        | Spacewatch          | —         | MPC                           |
| 446653     | 2015 NY7   | 27 dez 2006 | Mount Lemmon     | Mount Lemmon Survey | —         | MPC                           |
| 446654     | 2015 NE8   | 1 fev 2009  | Mount Lemmon     | Mount Lemmon Survey | —         | MPC                           |
| 446655     | 2015 NJ8   | 26 set 2006 | Catalina         | CSS                 | —         | MPC                           |
| 446656     | 2015 NM8   | 8 fev 2007  | Mount Lemmon     | Mount Lemmon Survey | —         | MPC                           |
| 446657     | 2015 NP8   | 26 set 2008 | Kitt Peak        | Spacewatch          | —         | MPC                           |
| 446658     | 2015 NW8   | 8 out 2008  | Mount Lemmon     | Mount Lemmon Survey | —         | MPC                           |
| 446659     | 2015 NS9   | 30 mai 2006 | Mount Lemmon     | Mount Lemmon Survey | —         | MPC                           |
| 446660     | 2015 NP12  | 19 set 2006 | Kitt Peak        | Spacewatch          | —         | MPC                           |
| 446661     | 2015 NU15  | 6 dez 2005  | Kitt Peak        | Spacewatch          | —         | MPC                           |
| 446662     | 2015 NK16  | 16 jun 2004 | Siding Spring    | SSS                 | —         | MPC                           |
| 446663     | 2015 NL16  | 11 jul 2004 | Socorro          | LINEAR              | —         | MPC                           |
| 446664     | 2015 NY16  | 4 mai 2010  | Kitt Peak        | Spacewatch          | —         | MPC                           |
| 446665     | 2015 NM17  | 9 jun 2010  | WISE             | WISE                | —         | MPC                           |
| 446666     | 2015 NC18  | 4 out 2004  | Kitt Peak        | Spacewatch          | —         | MPC                           |
| 446667     | 2015 NE24  | 17 set 2010 | Catalina         | CSS                 | —         | MPC                           |
| 446668     | 2015 NB25  | 23 set 2000 | Socorro          | LINEAR              | —         | MPC                           |
| 446669     | 2015 NP25  | 17 dez 2009 | Kitt Peak        | Spacewatch          | —         | MPC                           |
| 446670     | 2015 NQ25  | 26 jun 2011 | Mount Lemmon     | Mount Lemmon Survey | —         | MPC                           |
| 446671     | 2015 NR25  | 14 dez 2007 | Mount Lemmon     | Mount Lemmon Survey | —         | MPC                           |
| 446672     | 2015 OH1   | 31 jan 2006 | Mount Lemmon     | Mount Lemmon Survey | —         | MPC                           |
| 446673     | 2015 OJ1   | 21 out 2012 | Mount Lemmon     | Mount Lemmon Survey | —         | MPC                           |
| 446674     | 2015 OC2   | 25 nov 2009 | Mount Lemmon     | Mount Lemmon Survey | —         | MPC                           |
| 446675     | 2015 OF2   | 9 fev 2008  | Kitt Peak        | Spacewatch          | —         | MPC                           |
| 446676     | 2015 OS2   | 8 jul 2010  | WISE             | WISE                | —         | MPC                           |
| 446677     | 2015 OK7   | 27 mar 2003 | Kitt Peak        | Spacewatch          | —         | MPC                           |
| 446678     | 2015 OT9   | 12 jun 2010 | WISE             | WISE                | —         | MPC                           |
| 446679     | 2015 OH11  | 25 mar 2010 | Mount Lemmon     | Mount Lemmon Survey | —         | MPC                           |
| 446680     | 2015 OF13  | 31 ago 2005 | Kitt Peak        | Spacewatch          | —         | MPC                           |
| 446681     | 2015 OY13  | 24 jan 2007 | Kitt Peak        | Spacewatch          | —         | MPC                           |
| 446682     | 2015 OP14  | 5 abr 2003  | Kitt Peak        | Spacewatch          | —         | MPC                           |
| 446683     | 2015 OB15  | 8 mar 2005  | Mount Lemmon     | Mount Lemmon Survey | Juno      | MPC                           |
| 446684     | 2015 OJ15  | 23 set 2008 | Kitt Peak        | Spacewatch          | —         | MPC                           |
| 446685     | 2015 OW15  | 13 fev 2008 | Kitt Peak        | Spacewatch          | —         | MPC                           |
| 446686     | 2015 OG16  | 1 mar 2009  | Mount Lemmon     | Mount Lemmon Survey | —         | MPC                           |
| 446687     | 2015 OK16  | 9 abr 2010  | Mount Lemmon     | Mount Lemmon Survey | —         | MPC                           |
| 446688     | 2015 OQ16  | 31 dez 2008 | Kitt Peak        | Spacewatch          | —         | MPC                           |
| 446689     | 2015 OX16  | 16 abr 2005 | Kitt Peak        | Spacewatch          | —         | MPC                           |
| 446690     | 2015 OO18  | 8 fev 2008  | Kitt Peak        | Spacewatch          | Brangane  | MPC                           |
| 446691     | 2015 OD19  | 30 set 2006 | Catalina         | CSS                 | —         | MPC                           |
| 446692     | 2015 OH19  | 5 dez 2005  | Kitt Peak        | Spacewatch          | —         | MPC                           |
| 446693     | 2015 OD24  | 22 mai 2001 | Kitt Peak        | Spacewatch          | —         | MPC                           |
| 446694     | 2015 OR24  | 1 abr 2011  | Mount Lemmon     | Mount Lemmon Survey | —         | MPC                           |
| 446695     | 2015 OX24  | 11 set 2007 | Catalina         | CSS                 | —         | MPC                           |
| 446696     | 2015 OD25  | 3 mai 2011  | Mount Lemmon     | Mount Lemmon Survey | —         | MPC                           |
| 446697     | 2015 OK25  | 29 ago 2000 | Socorro          | LINEAR              | —         | MPC                           |
| 446698     | 2015 OM25  | 6 jul 2010  | WISE             | WISE                | —         | MPC                           |
| 446699     | 2015 OK26  | 10 nov 2005 | Mount Lemmon     | Mount Lemmon Survey | —         | MPC                           |
| 446700     | 2015 OX26  | 6 nov 2008  | Mount Lemmon     | Mount Lemmon Survey | —         | MPC                           |

## 446701–446800
| Designação | Designação | Descoberta  | Descoberta       | Descobridor(es)     | Categoria | Mais informações / Referência |
| Permanente | Provisória | Data        | Local            | Descobridor(es)     | Categoria | Mais informações / Referência |
| ---------- | ---------- | ----------- | ---------------- | ------------------- | --------- | ----------------------------- |
| 446701     | 2015 OX27  | 30 jun 2010 | WISE             | WISE                | Phocaea   | MPC                           |
| 446702     | 2015 OE28  | 2 mar 2006  | Kitt Peak        | Spacewatch          | —         | MPC                           |
| 446703     | 2015 OT30  | 11 out 2010 | Catalina         | CSS                 | —         | MPC                           |
| 446704     | 2015 OM31  | 26 out 2005 | Kitt Peak        | Spacewatch          | —         | MPC                           |
| 446705     | 2015 ON32  | 24 nov 2008 | Mount Lemmon     | Mount Lemmon Survey | —         | MPC                           |
| 446706     | 2015 OO32  | 16 fev 2004 | Kitt Peak        | Spacewatch          | —         | MPC                           |
| 446707     | 2015 OV32  | 5 nov 2007  | Mount Lemmon     | Mount Lemmon Survey | —         | MPC                           |
| 446708     | 2015 OD34  | 26 mar 2009 | Kitt Peak        | Spacewatch          | —         | MPC                           |
| 446709     | 2015 ON35  | 16 jul 2004 | Socorro          | LINEAR              | —         | MPC                           |
| 446710     | 2015 OG36  | 1 out 2008  | Catalina         | CSS                 | —         | MPC                           |
| 446711     | 2015 OH37  | 20 ago 2004 | Kitt Peak        | Spacewatch          | —         | MPC                           |
| 446712     | 2015 OH38  | 8 abr 2010  | Kitt Peak        | Spacewatch          | —         | MPC                           |
| 446713     | 2015 OH40  | 19 ago 2006 | Kitt Peak        | Spacewatch          | —         | MPC                           |
| 446714     | 2015 ON40  | 10 set 2004 | Kitt Peak        | Spacewatch          | —         | MPC                           |
| 446715     | 2015 OP40  | 7 set 2004  | Kitt Peak        | Spacewatch          | —         | MPC                           |
| 446716     | 2015 OK47  | 10 dez 2004 | Kitt Peak        | Spacewatch          | Phocaea   | MPC                           |
| 446717     | 2015 OM63  | 15 nov 2007 | Catalina         | CSS                 | —         | MPC                           |
| 446718     | 2015 OP64  | 22 jun 2006 | Mount Lemmon     | Mount Lemmon Survey | —         | MPC                           |
| 446719     | 2015 OQ65  | 12 nov 2012 | Mount Lemmon     | Mount Lemmon Survey | Flora     | MPC                           |
| 446720     | 2015 OT65  | 6 set 2007  | Anderson Mesa    | LONEOS              | —         | MPC                           |
| 446721     | 2015 OB66  | 27 dez 2006 | Mount Lemmon     | Mount Lemmon Survey | —         | MPC                           |
| 446722     | 2015 OM66  | 16 jan 2007 | Mount Lemmon     | Mount Lemmon Survey | —         | MPC                           |
| 446723     | 2015 OU69  | 15 ago 2004 | Campo Imperatore | CINEOS              | —         | MPC                           |
| 446724     | 2015 OW69  | 25 jan 2009 | Kitt Peak        | Spacewatch          | Phocaea   | MPC                           |
| 446725     | 2015 ON70  | 19 dez 2007 | Kitt Peak        | Spacewatch          | —         | MPC                           |
| 446726     | 2015 OD73  | 10 fev 2008 | Kitt Peak        | Spacewatch          | —         | MPC                           |
| 446727     | 2015 OH73  | 8 abr 2008  | Kitt Peak        | Spacewatch          | —         | MPC                           |
| 446728     | 2015 OK73  | 12 set 2007 | Catalina         | CSS                 | —         | MPC                           |
| 446729     | 2015 OW73  | 29 ago 2006 | Catalina         | CSS                 | —         | MPC                           |
| 446730     | 2015 OY73  | 3 jul 2011  | Mount Lemmon     | Mount Lemmon Survey | —         | MPC                           |
| 446731     | 2015 OF74  | 19 jun 2010 | WISE             | WISE                | —         | MPC                           |
| 446732     | 2015 OP74  | 4 out 1999  | Kitt Peak        | Spacewatch          | —         | MPC                           |
| 446733     | 2015 OT74  | 12 set 2004 | Socorro          | LINEAR              | —         | MPC                           |
| 446734     | 2015 ON75  | 11 set 2004 | Socorro          | LINEAR              | —         | MPC                           |
| 446735     | 2015 OE76  | 27 jan 2006 | Mount Lemmon     | Mount Lemmon Survey | —         | MPC                           |
| 446736     | 2015 OJ76  | 17 fev 2010 | Kitt Peak        | Spacewatch          | —         | MPC                           |
| 446737     | 2015 OR76  | 27 jun 2011 | Mount Lemmon     | Mount Lemmon Survey | —         | MPC                           |
| 446738     | 2015 OL77  | 7 set 2004  | Socorro          | LINEAR              | —         | MPC                           |
| 446739     | 2015 OV77  | 22 out 2011 | Mount Lemmon     | Mount Lemmon Survey | —         | MPC                           |
| 446740     | 2015 OH78  | 27 set 2000 | Kitt Peak        | Spacewatch          | —         | MPC                           |
| 446741     | 2015 OP78  | 31 jan 2006 | Kitt Peak        | Spacewatch          | —         | MPC                           |
| 446742     | 2015 PH    | 23 out 2006 | Siding Spring    | SSS                 | —         | MPC                           |
| 446743     | 2015 PS1   | 23 jun 2010 | WISE             | WISE                | —         | MPC                           |
| 446744     | 2015 PZ1   | 24 abr 2010 | WISE             | WISE                | —         | MPC                           |
| 446745     | 2015 PT2   | 29 dez 2008 | Kitt Peak        | Spacewatch          | —         | MPC                           |
| 446746     | 2015 PW2   | 22 mai 2006 | Mount Lemmon     | Mount Lemmon Survey | —         | MPC                           |
| 446747     | 2015 PY2   | 16 jan 2005 | Kitt Peak        | Spacewatch          | —         | MPC                           |
| 446748     | 2015 PG3   | 9 ago 2004  | Anderson Mesa    | LONEOS              | —         | MPC                           |
| 446749     | 2015 PH3   | 10 fev 2008 | Kitt Peak        | Spacewatch          | Eos       | MPC                           |
| 446750     | 2015 PP3   | 19 abr 2007 | Kitt Peak        | Spacewatch          | —         | MPC                           |
| 446751     | 2015 PS3   | 31 jan 2003 | Kitt Peak        | Spacewatch          | —         | MPC                           |
| 446752     | 2015 PY3   | 25 abr 2004 | Kitt Peak        | Spacewatch          | Flora     | MPC                           |
| 446753     | 2015 PF5   | 8 jul 2010  | WISE             | WISE                | —         | MPC                           |
| 446754     | 2015 PY8   | 3 ago 2008  | Siding Spring    | SSS                 | —         | MPC                           |
| 446755     | 2015 PY11  | 28 mar 2008 | Kitt Peak        | Spacewatch          | —         | MPC                           |
| 446756     | 2015 PX12  | 30 jan 2006 | Kitt Peak        | Spacewatch          | —         | MPC                           |
| 446757     | 2015 PP29  | 20 nov 2008 | Kitt Peak        | Spacewatch          | —         | MPC                           |
| 446758     | 2015 PS30  | 29 jul 2010 | WISE             | WISE                | —         | MPC                           |
| 446759     | 2015 PR31  | 8 set 2004  | Socorro          | LINEAR              | —         | MPC                           |
| 446760     | 2015 PW31  | 4 dez 2008  | Kitt Peak        | Spacewatch          | —         | MPC                           |
| 446761     | 2015 PJ33  | 13 set 1996 | Kitt Peak        | Spacewatch          | —         | MPC                           |
| 446762     | 2015 PH34  | 14 set 2007 | Kitt Peak        | Spacewatch          | —         | MPC                           |
| 446763     | 2015 PN34  | 12 mar 2010 | WISE             | WISE                | —         | MPC                           |
| 446764     | 2015 PO34  | 2 jul 2011  | Siding Spring    | SSS                 | —         | MPC                           |
| 446765     | 2015 PA37  | 10 set 2010 | Kitt Peak        | Spacewatch          | —         | MPC                           |
| 446766     | 2015 PC37  | 16 jan 1996 | Kitt Peak        | Spacewatch          | —         | MPC                           |
| 446767     | 2015 PN37  | 12 out 2007 | Mount Lemmon     | Mount Lemmon Survey | —         | MPC                           |
| 446768     | 2015 PO37  | 8 nov 2007  | Kitt Peak        | Spacewatch          | —         | MPC                           |
| 446769     | 2015 PV37  | 5 nov 2007  | Mount Lemmon     | Mount Lemmon Survey | —         | MPC                           |
| 446770     | 2015 PD38  | 16 jan 2009 | Kitt Peak        | Spacewatch          | —         | MPC                           |
| 446771     | 2015 PH39  | 11 set 2004 | Kitt Peak        | Spacewatch          | Mitidika  | MPC                           |
| 446772     | 2015 PB41  | 16 mar 2007 | Kitt Peak        | Spacewatch          | —         | MPC                           |
| 446773     | 2015 PB53  | 1 jul 2005  | Kitt Peak        | Spacewatch          | —         | MPC                           |
| 446774     | 2015 PP54  | 11 jun 2005 | Kitt Peak        | Spacewatch          | —         | MPC                           |
| 446775     | 2015 PV54  | 8 jan 2010  | Mount Lemmon     | Mount Lemmon Survey | —         | MPC                           |
| 446776     | 2015 PA60  | 28 jun 2008 | Siding Spring    | SSS                 | —         | MPC                           |
| 446777     | 2015 PU149 | 24 set 2008 | Kitt Peak        | Spacewatch          | —         | MPC                           |
| 446778     | 2015 PH200 | 31 dez 2008 | Kitt Peak        | Spacewatch          | —         | MPC                           |
| 446779     | 2015 PM202 | 9 mar 2008  | Kitt Peak        | Spacewatch          | —         | MPC                           |
| 446780     | 2015 PK230 | 17 mar 2010 | Siding Spring    | SSS                 | Phocaea   | MPC                           |
| 446781     | 2015 PB286 | 3 nov 2007  | Catalina         | CSS                 | —         | MPC                           |
| 446782     | 2015 PN293 | 5 set 2003  | Campo Imperatore | CINEOS              | —         | MPC                           |
| 446783     | 1993 TB10  | 12 out 1993 | Kitt Peak        | Spacewatch          | —         | MPC                           |
| 446784     | 1995 SQ12  | 18 set 1995 | Kitt Peak        | Spacewatch          | —         | MPC                           |
| 446785     | 1995 UU24  | 19 out 1995 | Kitt Peak        | Spacewatch          | —         | MPC                           |
| 446786     | 1996 GD    | 7 abr 1996  | Haleakalā        | AMOS                | —         | MPC                           |
| 446787     | 1997 TP22  | 5 out 1997  | Kitt Peak        | Spacewatch          | —         | MPC                           |
| 446788     | 1997 WM6   | 23 nov 1997 | Kitt Peak        | Spacewatch          | Mitidika  | MPC                           |
| 446789     | 1998 FN9   | 24 mar 1998 | Socorro          | LINEAR              | —         | MPC                           |
| 446790     | 1998 RJ26  | 14 set 1998 | Socorro          | LINEAR              | —         | MPC                           |
| 446791     | 1998 SJ70  | 26 set 1998 | Socorro          | LINEAR              | —         | MPC                           |
| 446792     | 1998 TN21  | 13 out 1998 | Kitt Peak        | Spacewatch          | —         | MPC                           |
| 446793     | 1998 UF2   | 20 out 1998 | Caussols         | ODAS                | —         | MPC                           |
| 446794     | 1998 UF50  | 19 out 1998 | Kitt Peak        | Spacewatch          | —         | MPC                           |
| 446795     | 1999 TD19  | 7 set 1999  | Socorro          | LINEAR              | —         | MPC                           |
| 446796     | 1999 TC71  | 9 out 1999  | Kitt Peak        | Spacewatch          | Juno      | MPC                           |
| 446797     | 1999 TE74  | 4 set 1999  | Kitt Peak        | Spacewatch          | —         | MPC                           |
| 446798     | 1999 TE82  | 12 out 1999 | Kitt Peak        | Spacewatch          | Pallas    | MPC                           |
| 446799     | 1999 TS92  | 2 out 1999  | Socorro          | LINEAR              | —         | MPC                           |
| 446800     | 1999 TC192 | 12 out 1999 | Socorro          | LINEAR              | —         | MPC                           |

## 446801–446900
| Designação | Designação | Descoberta  | Descoberta    | Descobridor(es) | Categoria | Mais informações / Referência |
| Permanente | Provisória | Data        | Local         | Descobridor(es) | Categoria | Mais informações / Referência |
| ---------- | ---------- | ----------- | ------------- | --------------- | --------- | ----------------------------- |
| 446801     | 1999 TT253 | 10 out 1999 | Socorro       | LINEAR          | —         | MPC                           |
| 446802     | 1999 TB302 | 9 out 1999  | Socorro       | LINEAR          | —         | MPC                           |
| 446803     | 1999 UD54  | 19 out 1999 | Kitt Peak     | Spacewatch      | Brangane  | MPC                           |
| 446804     | 1999 VN6   | 4 nov 1999  | Anderson Mesa | LONEOS          | —         | MPC                           |
| 446805     | 1999 VY20  | 9 out 1999  | Socorro       | LINEAR          | —         | MPC                           |
| 446806     | 1999 VK76  | 5 nov 1999  | Kitt Peak     | Spacewatch      | —         | MPC                           |
| 446807     | 1999 VH113 | 9 nov 1999  | Socorro       | LINEAR          | —         | MPC                           |
| 446808     | 1999 VP129 | 11 nov 1999 | Kitt Peak     | Spacewatch      | —         | MPC                           |
| 446809     | 1999 VE131 | 9 nov 1999  | Kitt Peak     | Spacewatch      | —         | MPC                           |
| 446810     | 1999 VT135 | 9 nov 1999  | Socorro       | LINEAR          | Juno      | MPC                           |
| 446811     | 1999 WN22  | 17 nov 1999 | Kitt Peak     | Spacewatch      | —         | MPC                           |
| 446812     | 1999 XH35  | 7 dez 1999  | Socorro       | LINEAR          | —         | MPC                           |
| 446813     | 1999 XB239 | 2 nov 1999  | Kitt Peak     | Spacewatch      | —         | MPC                           |
| 446814     | 2000 AG209 | 5 jan 2000  | Kitt Peak     | Spacewatch      | —         | MPC                           |
| 446815     | 2000 BQ24  | 29 jan 2000 | Socorro       | LINEAR          | —         | MPC                           |
| 446816     | 2000 EE38  | 8 mar 2000  | Socorro       | LINEAR          | —         | MPC                           |
| 446817     | 2000 GO117 | 2 abr 2000  | Kitt Peak     | Spacewatch      | —         | MPC                           |
| 446818     | 2000 GP119 | 5 abr 2000  | Kitt Peak     | Spacewatch      | —         | MPC                           |
| 446819     | 2000 RB53  | 5 set 2000  | Anderson Mesa | LONEOS          | —         | MPC                           |
| 446820     | 2000 SK204 | 24 set 2000 | Socorro       | LINEAR          | —         | MPC                           |
| 446821     | 2000 SO322 | 28 set 2000 | Kitt Peak     | Spacewatch      | Mitidika  | MPC                           |
| 446822     | 2000 WV38  | 20 nov 2000 | Socorro       | LINEAR          | —         | MPC                           |
| 446823     | 2001 FB152 | 26 mar 2001 | Socorro       | LINEAR          | —         | MPC                           |
| 446824     | 2001 FB181 | 21 mar 2001 | Kitt Peak     | Spacewatch      | —         | MPC                           |
| 446825     | 2001 OM50  | 21 jul 2001 | Palomar       | NEAT            | —         | MPC                           |
| 446826     | 2001 PE1   | 6 ago 2001  | Haleakala     | NEAT            | —         | MPC                           |
| 446827     | 2001 QL162 | 23 ago 2001 | Anderson Mesa | LONEOS          | —         | MPC                           |
| 446828     | 2001 QS171 | 25 ago 2001 | Socorro       | LINEAR          | —         | MPC                           |
| 446829     | 2001 QR210 | 23 ago 2001 | Anderson Mesa | LONEOS          | —         | MPC                           |
| 446830     | 2001 QM226 | 24 ago 2001 | Anderson Mesa | LONEOS          | —         | MPC                           |
| 446831     | 2001 QR239 | 24 ago 2001 | Socorro       | LINEAR          | —         | MPC                           |
| 446832     | 2001 QT306 | 19 ago 2001 | Cerro Tololo  | M. W. Buie      | —         | MPC                           |
| 446833     | 2001 RB12  | 10 set 2001 | Socorro       | LINEAR          | —         | MPC                           |
| 446834     | 2001 RV122 | 12 set 2001 | Socorro       | LINEAR          | —         | MPC                           |
| 446835     | 2001 SD85  | 20 set 2001 | Socorro       | LINEAR          | Phocaea   | MPC                           |
| 446836     | 2001 SW88  | 20 set 2001 | Socorro       | LINEAR          | —         | MPC                           |
| 446837     | 2001 SW90  | 20 set 2001 | Socorro       | LINEAR          | —         | MPC                           |
| 446838     | 2001 SZ119 | 16 set 2001 | Socorro       | LINEAR          | —         | MPC                           |
| 446839     | 2001 SK120 | 16 set 2001 | Socorro       | LINEAR          | —         | MPC                           |
| 446840     | 2001 SU126 | 16 set 2001 | Socorro       | LINEAR          | —         | MPC                           |
| 446841     | 2001 SF157 | 17 set 2001 | Socorro       | LINEAR          | —         | MPC                           |
| 446842     | 2001 SO198 | 19 set 2001 | Socorro       | LINEAR          | —         | MPC                           |
| 446843     | 2001 SN208 | 19 set 2001 | Socorro       | LINEAR          | —         | MPC                           |
| 446844     | 2001 SG226 | 18 set 2001 | Kitt Peak     | Spacewatch      | —         | MPC                           |
| 446845     | 2001 SN264 | 25 set 2001 | Socorro       | LINEAR          | —         | MPC                           |
| 446846     | 2001 SR312 | 12 set 2001 | Socorro       | LINEAR          | —         | MPC                           |
| 446847     | 2001 SB333 | 19 set 2001 | Palomar       | NEAT            | —         | MPC                           |
| 446848     | 2001 TN27  | 14 out 2001 | Socorro       | LINEAR          | —         | MPC                           |
| 446849     | 2001 TF99  | 14 out 2001 | Socorro       | LINEAR          | —         | MPC                           |
| 446850     | 2001 TT99  | 14 out 2001 | Socorro       | LINEAR          | —         | MPC                           |
| 446851     | 2001 TK109 | 14 out 2001 | Socorro       | LINEAR          | —         | MPC                           |
| 446852     | 2001 TN259 | 11 out 2001 | Palomar       | NEAT            | —         | MPC                           |
| 446853     | 2001 UW45  | 17 out 2001 | Socorro       | LINEAR          | —         | MPC                           |
| 446854     | 2001 UY67  | 20 out 2001 | Socorro       | LINEAR          | —         | MPC                           |
| 446855     | 2001 UC72  | 17 out 2001 | Haleakala     | NEAT            | —         | MPC                           |
| 446856     | 2001 UY96  | 17 out 2001 | Socorro       | LINEAR          | —         | MPC                           |
| 446857     | 2001 UM98  | 17 out 2001 | Socorro       | LINEAR          | —         | MPC                           |
| 446858     | 2001 UH129 | 21 set 2001 | Socorro       | LINEAR          | —         | MPC                           |
| 446859     | 2001 UZ137 | 23 out 2001 | Socorro       | LINEAR          | —         | MPC                           |
| 446860     | 2001 UU214 | 23 out 2001 | Socorro       | LINEAR          | —         | MPC                           |
| 446861     | 2001 VL39  | 9 nov 2001  | Socorro       | LINEAR          | —         | MPC                           |
| 446862     | 2001 VB76  | 12 nov 2001 | Socorro       | LINEAR          | —         | MPC                           |
| 446863     | 2001 VZ76  | 15 nov 2001 | Socorro       | LINEAR          | —         | MPC                           |
| 446864     | 2001 WK33  | 17 nov 2001 | Socorro       | LINEAR          | —         | MPC                           |
| 446865     | 2001 XM12  | 9 dez 2001  | Socorro       | LINEAR          | —         | MPC                           |
| 446866     | 2001 XC33  | 10 dez 2001 | Kitt Peak     | Spacewatch      | —         | MPC                           |
| 446867     | 2001 XA77  | 11 dez 2001 | Socorro       | LINEAR          | —         | MPC                           |
| 446868     | 2001 XP92  | 10 dez 2001 | Socorro       | LINEAR          | —         | MPC                           |
| 446869     | 2001 XJ102 | 11 dez 2001 | Socorro       | LINEAR          | —         | MPC                           |
| 446870     | 2001 XE123 | 14 dez 2001 | Socorro       | LINEAR          | —         | MPC                           |
| 446871     | 2001 YJ7   | 17 dez 2001 | Socorro       | LINEAR          | —         | MPC                           |
| 446872     | 2001 YU102 | 17 dez 2001 | Socorro       | LINEAR          | —         | MPC                           |
| 446873     | 2001 YO107 | 17 dez 2001 | Socorro       | LINEAR          | —         | MPC                           |
| 446874     | 2001 YF131 | 18 dez 2001 | Socorro       | LINEAR          | —         | MPC                           |
| 446875     | 2001 YG148 | 18 dez 2001 | Socorro       | LINEAR          | —         | MPC                           |
| 446876     | 2002 AB30  | 11 dez 2001 | Socorro       | LINEAR          | —         | MPC                           |
| 446877     | 2002 AX85  | 9 jan 2002  | Socorro       | LINEAR          | —         | MPC                           |
| 446878     | 2002 AH137 | 17 dez 2001 | Socorro       | LINEAR          | —         | MPC                           |
| 446879     | 2002 CJ4   | 7 fev 2002  | Kitt Peak     | Spacewatch      | —         | MPC                           |
| 446880     | 2002 CE195 | 10 fev 2002 | Socorro       | LINEAR          | —         | MPC                           |
| 446881     | 2002 CA316 | 13 fev 2002 | Kitt Peak     | Spacewatch      | Brangane  | MPC                           |
| 446882     | 2002 DR13  | 16 fev 2002 | Palomar       | NEAT            | —         | MPC                           |
| 446883     | 2002 DY15  | 16 fev 2002 | Palomar       | NEAT            | —         | MPC                           |
| 446884     | 2002 EA8   | 9 fev 2002  | Kitt Peak     | Spacewatch      | —         | MPC                           |
| 446885     | 2002 GB66  | 16 mar 2002 | Kitt Peak     | Spacewatch      | Brangane  | MPC                           |
| 446886     | 2002 GN74  | 20 mar 2002 | Kitt Peak     | Spacewatch      | —         | MPC                           |
| 446887     | 2002 GZ82  | 10 abr 2002 | Socorro       | LINEAR          | —         | MPC                           |
| 446888     | 2002 JA10  | 6 mai 2002  | Socorro       | LINEAR          | —         | MPC                           |
| 446889     | 2002 JW82  | 11 mai 2002 | Socorro       | LINEAR          | —         | MPC                           |
| 446890     | 2002 JU86  | 18 abr 2002 | Kitt Peak     | Spacewatch      | —         | MPC                           |
| 446891     | 2002 JU107 | 10 mai 2002 | Palomar       | NEAT            | —         | MPC                           |
| 446892     | 2002 JL134 | 13 fev 2002 | Kitt Peak     | Spacewatch      | —         | MPC                           |
| 446893     | 2002 NO    | 4 jul 2002  | Kitt Peak     | Spacewatch      | —         | MPC                           |
| 446894     | 2002 NZ74  | 5 jul 2002  | Palomar       | NEAT            | —         | MPC                           |
| 446895     | 2002 PQ63  | 10 ago 2002 | Socorro       | LINEAR          | —         | MPC                           |
| 446896     | 2002 PZ75  | 8 ago 2002  | Palomar       | NEAT            | —         | MPC                           |
| 446897     | 2002 PW171 | 8 ago 2002  | Palomar       | NEAT            | —         | MPC                           |
| 446898     | 2002 PR183 | 15 ago 2002 | Palomar       | NEAT            | —         | MPC                           |
| 446899     | 2002 PD192 | 15 ago 2002 | Palomar       | NEAT            | —         | MPC                           |
| 446900     | 2002 QP32  | 29 ago 2002 | Palomar       | NEAT            | —         | MPC                           |

## 446901–447000
| Designação | Designação | Descoberta  | Descoberta    | Descobridor(es)  | Categoria | Mais informações / Referência |
| Permanente | Provisória | Data        | Local         | Descobridor(es)  | Categoria | Mais informações / Referência |
| ---------- | ---------- | ----------- | ------------- | ---------------- | --------- | ----------------------------- |
| 446901     | 2002 QE61  | 17 ago 2002 | Palomar       | NEAT             | —         | MPC                           |
| 446902     | 2002 QA115 | 16 ago 2002 | Palomar       | NEAT             | —         | MPC                           |
| 446903     | 2002 QL119 | 28 ago 2002 | Palomar       | NEAT             | —         | MPC                           |
| 446904     | 2002 QB133 | 28 jan 2000 | Kitt Peak     | Spacewatch       | Phocaea   | MPC                           |
| 446905     | 2002 QS139 | 16 ago 2002 | Palomar       | NEAT             | —         | MPC                           |
| 446906     | 2002 RR5   | 3 set 2002  | Palomar       | NEAT             | —         | MPC                           |
| 446907     | 2002 RE21  | 4 set 2002  | Anderson Mesa | LONEOS           | —         | MPC                           |
| 446908     | 2002 RU26  | 4 set 2002  | Palomar       | NEAT             | —         | MPC                           |
| 446909     | 2002 RQ80  | 5 set 2002  | Socorro       | LINEAR           | —         | MPC                           |
| 446910     | 2002 RL159 | 11 set 2002 | Haleakala     | NEAT             | —         | MPC                           |
| 446911     | 2002 RY189 | 5 set 2002  | Socorro       | LINEAR           | —         | MPC                           |
| 446912     | 2002 RW203 | 14 set 2002 | Palomar       | NEAT             | —         | MPC                           |
| 446913     | 2002 RW233 | 14 set 2002 | Palomar       | R. Matson        | —         | MPC                           |
| 446914     | 2002 RR244 | 15 set 2002 | Palomar       | NEAT             | —         | MPC                           |
| 446915     | 2002 RR271 | 4 set 2002  | Palomar       | NEAT             | Phocaea   | MPC                           |
| 446916     | 2002 SF70  | 26 set 2002 | Palomar       | NEAT             | —         | MPC                           |
| 446917     | 2002 TN15  | 2 out 2002  | Socorro       | LINEAR           | —         | MPC                           |
| 446918     | 2002 TT114 | 3 out 2002  | Palomar       | NEAT             | Phocaea   | MPC                           |
| 446919     | 2002 TB196 | 3 out 2002  | Socorro       | LINEAR           | —         | MPC                           |
| 446920     | 2002 TY296 | 11 out 2002 | Socorro       | LINEAR           | Phocaea   | MPC                           |
| 446921     | 2002 TN310 | 4 out 2002  | Apache Point  | SDSS             | —         | MPC                           |
| 446922     | 2002 UM72  | 16 out 2002 | Palomar       | NEAT             | —         | MPC                           |
| 446923     | 2002 VL2   | 3 nov 2002  | Palomar       | NEAT             | —         | MPC                           |
| 446924     | 2002 VV17  | 7 nov 2002  | Socorro       | LINEAR           | —         | MPC                           |
| 446925     | 2002 VH27  | 5 nov 2002  | Socorro       | LINEAR           | —         | MPC                           |
| 446926     | 2002 VD98  | 6 nov 2002  | Anderson Mesa | LONEOS           | —         | MPC                           |
| 446927     | 2002 VH102 | 5 nov 2002  | Socorro       | LINEAR           | —         | MPC                           |
| 446928     | 2002 VP107 | 12 nov 2002 | Socorro       | LINEAR           | —         | MPC                           |
| 446929     | 2002 VA108 | 12 nov 2002 | Socorro       | LINEAR           | —         | MPC                           |
| 446930     | 2002 VZ144 | 4 nov 2002  | Palomar       | NEAT             | —         | MPC                           |
| 446931     | 2002 VD145 | 4 nov 2002  | Palomar       | NEAT             | —         | MPC                           |
| 446932     | 2002 WN13  | 27 nov 2002 | Anderson Mesa | LONEOS           | —         | MPC                           |
| 446933     | 2002 XA25  | 5 dez 2002  | Socorro       | LINEAR           | —         | MPC                           |
| 446934     | 2002 XZ35  | 5 dez 2002  | Socorro       | LINEAR           | —         | MPC                           |
| 446935     | 2002 XZ38  | 10 dez 2002 | Socorro       | LINEAR           | —         | MPC                           |
| 446936     | 2002 XJ61  | 10 dez 2002 | Socorro       | LINEAR           | —         | MPC                           |
| 446937     | 2002 XN119 | 10 dez 2002 | Palomar       | NEAT             | —         | MPC                           |
| 446938     | 2002 YQ5   | 31 dez 2002 | Socorro       | LINEAR           | —         | MPC                           |
| 446939     | 2002 YE13  | 9 dez 2002  | Kitt Peak     | Spacewatch       | —         | MPC                           |
| 446940     | 2003 BH34  | 26 jan 2003 | Palomar       | NEAT             | —         | MPC                           |
| 446941     | 2003 BQ65  | 30 jan 2003 | Anderson Mesa | LONEOS           | —         | MPC                           |
| 446942     | 2003 FZ10  | 23 mar 2003 | Kitt Peak     | Spacewatch       | —         | MPC                           |
| 446943     | 2003 FS11  | 23 mar 2003 | Kitt Peak     | Spacewatch       | —         | MPC                           |
| 446944     | 2003 FF32  | 23 mar 2003 | Catalina      | CSS              | —         | MPC                           |
| 446945     | 2003 FH39  | 24 mar 2003 | Kitt Peak     | Spacewatch       | —         | MPC                           |
| 446946     | 2003 GM47  | 7 abr 2003  | Kitt Peak     | Spacewatch       | —         | MPC                           |
| 446947     | 2003 HH50  | 30 abr 2003 | Kitt Peak     | Spacewatch       | —         | MPC                           |
| 446948     | 2003 JS5   | 1 mai 2003  | Kitt Peak     | Spacewatch       | —         | MPC                           |
| 446949     | 2003 LL7   | 1 jun 2003  | Cerro Tololo  | M. W. Buie       | —         | MPC                           |
| 446950     | 2003 MO7   | 26 jun 2003 | Haleakala     | NEAT             | —         | MPC                           |
| 446951     | 2003 RF6   | 1 set 2003  | Socorro       | LINEAR           | —         | MPC                           |
| 446952     | 2003 RE24  | 15 set 2003 | Palomar       | NEAT             | —         | MPC                           |
| 446953     | 2003 SR3   | 16 set 2003 | Kitt Peak     | Spacewatch       | —         | MPC                           |
| 446954     | 2003 SM4   | 16 set 2003 | Socorro       | LINEAR           | —         | MPC                           |
| 446955     | 2003 SC11  | 17 set 2003 | Kitt Peak     | Spacewatch       | —         | MPC                           |
| 446956     | 2003 SY31  | 18 set 2003 | Kitt Peak     | Spacewatch       | —         | MPC                           |
| 446957     | 2003 SD127 | 19 set 2003 | Piszkéstető   | Piszkéstető Stn. | —         | MPC                           |
| 446958     | 2003 SQ132 | 19 set 2003 | Kitt Peak     | Spacewatch       | —         | MPC                           |
| 446959     | 2003 SW243 | 28 set 2003 | Kitt Peak     | Spacewatch       | —         | MPC                           |
| 446960     | 2003 SJ270 | 24 set 2003 | Haleakala     | NEAT             | —         | MPC                           |
| 446961     | 2003 ST365 | 26 set 2003 | Apache Point  | SDSS             | —         | MPC                           |
| 446962     | 2003 SV408 | 28 set 2003 | Apache Point  | SDSS             | —         | MPC                           |
| 446963     | 2003 TK    | 1 out 2003  | Kitt Peak     | Spacewatch       | —         | MPC                           |
| 446964     | 2003 TS47  | 18 set 2003 | Kitt Peak     | Spacewatch       | —         | MPC                           |
| 446965     | 2003 UV41  | 17 out 2003 | Kitt Peak     | Spacewatch       | —         | MPC                           |
| 446966     | 2003 UX59  | 17 out 2003 | Anderson Mesa | LONEOS           | —         | MPC                           |
| 446967     | 2003 UO112 | 20 out 2003 | Socorro       | LINEAR           | —         | MPC                           |
| 446968     | 2003 UP190 | 23 out 2003 | Junk Bond     | Junk Bond Obs.   | —         | MPC                           |
| 446969     | 2003 UO303 | 17 out 2003 | Kitt Peak     | Spacewatch       | —         | MPC                           |
| 446970     | 2003 UL304 | 18 out 2003 | Kitt Peak     | Spacewatch       | —         | MPC                           |
| 446971     | 2003 UQ308 | 19 out 2003 | Kitt Peak     | Spacewatch       | —         | MPC                           |
| 446972     | 2003 UT322 | 16 out 2003 | Kitt Peak     | Spacewatch       | —         | MPC                           |
| 446973     | 2003 UV337 | 18 out 2003 | Kitt Peak     | Spacewatch       | —         | MPC                           |
| 446974     | 2003 UF338 | 18 out 2003 | Apache Point  | SDSS             | —         | MPC                           |
| 446975     | 2003 UJ349 | 19 out 2003 | Apache Point  | SDSS             | —         | MPC                           |
| 446976     | 2003 UX355 | 19 out 2003 | Kitt Peak     | Spacewatch       | —         | MPC                           |
| 446977     | 2003 UE403 | 23 out 2003 | Apache Point  | SDSS             | —         | MPC                           |
| 446978     | 2003 WF22  | 19 nov 2003 | Kitt Peak     | Spacewatch       | —         | MPC                           |
| 446979     | 2003 WH25  | 18 nov 2003 | Kitt Peak     | Spacewatch       | —         | MPC                           |
| 446980     | 2003 WB30  | 18 nov 2003 | Kitt Peak     | Spacewatch       | —         | MPC                           |
| 446981     | 2003 WD35  | 19 nov 2003 | Kitt Peak     | Spacewatch       | —         | MPC                           |
| 446982     | 2003 WJ46  | 18 nov 2003 | Catalina      | CSS              | —         | MPC                           |
| 446983     | 2003 WW85  | 20 nov 2003 | Kitt Peak     | Spacewatch       | —         | MPC                           |
| 446984     | 2003 WP110 | 20 nov 2003 | Socorro       | LINEAR           | —         | MPC                           |
| 446985     | 2003 WZ163 | 30 nov 2003 | Kitt Peak     | Spacewatch       | —         | MPC                           |
| 446986     | 2003 WS192 | 24 nov 2003 | Socorro       | LINEAR           | —         | MPC                           |
| 446987     | 2003 XY    | 3 dez 2003  | Socorro       | LINEAR           | —         | MPC                           |
| 446988     | 2003 YJ11  | 17 dez 2003 | Socorro       | LINEAR           | —         | MPC                           |
| 446989     | 2003 YG14  | 17 dez 2003 | Socorro       | LINEAR           | —         | MPC                           |
| 446990     | 2003 YM22  | 18 dez 2003 | Socorro       | LINEAR           | —         | MPC                           |
| 446991     | 2003 YL24  | 17 dez 2003 | Kitt Peak     | Spacewatch       | —         | MPC                           |
| 446992     | 2003 YD33  | 16 dez 2003 | Catalina      | CSS              | —         | MPC                           |
| 446993     | 2003 YE39  | 19 dez 2003 | Kitt Peak     | Spacewatch       | —         | MPC                           |
| 446994     | 2003 YD42  | 19 dez 2003 | Kitt Peak     | Spacewatch       | —         | MPC                           |
| 446995     | 2003 YM116 | 27 dez 2003 | Socorro       | LINEAR           | —         | MPC                           |
| 446996     | 2003 YL181 | 29 dez 2003 | Kitt Peak     | Spacewatch       | Phocaea   | MPC                           |
| 446997     | 2004 BV3   | 16 jan 2004 | Palomar       | NEAT             | —         | MPC                           |
| 446998     | 2004 BJ103 | 31 jan 2004 | Socorro       | LINEAR           | —         | MPC                           |
| 446999     | 2004 BA129 | 16 jan 2004 | Kitt Peak     | Spacewatch       | —         | MPC                           |
| 447000     | 2004 BR131 | 16 jan 2004 | Kitt Peak     | Spacewatch       | —         | MPC                           |